# 聖剣使いの禁呪詠唱
『聖剣使いの禁呪詠唱』（せいけんつかいのワールドブレイク）は、あわむら赤光による日本のライトノベル。イラストはrefeiaが担当している。GA文庫（ソフトバンククリエイティブ→SBクリエイティブ）より2012年11月から2018年6月まで刊行された。略称は「ワルブレ」。
メディアミックスとして、『月刊コンプエース』でコミカライズが連載されたほか、2015年1月から3月までテレビアニメが放送された。2015年6月時点でシリーズ累計部数は100万部を突破している。

## あらすじ
1巻（コミック1-7話、アニメ1-2話）
亜鐘学園は、どこからともなく現れる異形の怪物『異端者（メタフィジカル）』を倒すことの出来る者達・救世主（セイヴァー）の育成のために、前世の記憶を持つ人間が集められていた。
ここで聖剣の守護者フラガと冥王シュウ・サウラの二つの前世を持つ少年・灰村諸葉は、前世で出会った二人の少女、聖剣の巫女サラシャの前世を持つ嵐城サツキ と冥府の魔女の前世を持つ漆原静乃と再会を果たす。紆余曲折あって史上初の『太古の英霊（エンシェント・ドラゴン）』であることが判明し、実戦部隊の隊長・石動迅のスカウトで入隊する。その矢先、弩級異端者・九頭大蛇が現れ、諸葉は『太極』《天をも焦がす降魔の黒剣》で倒した。
2巻（コミック8-、アニメ3-4話）
弩級を倒して静乃とサツキを救った諸葉は、実戦部隊の新人として活躍しながら充実した学園生活を過ごしていた。
そこへ、ランクSと名高いサー・エドワードがAJことアンジェラ・ジョンソンを連れて来日し、静乃の兄であり亜鐘学園の理事長を務める賢典は諸葉をランクSに祀り上げようと企む。そんな兄の企みを知り、静乃は苦渋の決断をする。一方、学園の校長・四門 万里は、賢典の謀略阻止と、親類である10歳児・摩耶に友達が出来ればと思い、諸葉と摩耶を同居させる。
そして、エドワードに禁呪を使って撃破した結果、彼の策略で勝手にSランクに認定される。
3巻（アニメ5-6話）
諸葉のランクS認定を巡ってイギリスで『六頭会議』が行われる最中、諸葉は実戦部隊の合宿に参加し特訓していた。合間の息抜きに海水浴を楽しんでいると、観測史上初の要塞級が出現した。支部長はイギリスで足止めされて増援も見込めず、実戦部隊は無謀にも戦闘を開始する。この要塞級は『子（バグ）』と呼ばれる小型異端者や破壊音波攻撃などで、実戦部隊を追い詰めてきたが、最後は、諸葉が剣で全体に百に達する数の炎の第五階梯闇術《黒縄地獄》のスペルを刻み、魔力を注ぎ込んで一斉に起動させたことで蒸発した。
4巻（アニメ7-8話）
ランクSに仮認定された諸葉に、ロシアの雷帝が〈人喰い（マン・イーター）〉と呼ばれる刺客を送り込んできた。
ロシアからの転校生レーシャにいきなり告白された諸葉は違和感を覚えながらも、ごく普通に接して彼女の心を融かしていく。
そのレーシャこそが人喰いだが、諸葉の優しさに触れる中で暗殺に疑問を持つが、弟のためにと思い諸葉と戦うが敗れる。やがて、コンドラートの能力で弟がいると思い込まされていることが判明する。コンドラートはレーシャの体を乗っ取り諸葉を殺そうとするが諸葉に敗れ、ヴァシリーサに粛清される。
一方、レーシャはその事実にショックを受けるも、諸葉から「家族になってやる」という言葉を受けて、それ以降彼の家族と自称する。
5巻（アニメ9-10話）
レーシャを非人道的に操っていた雷帝に対して、抑えきれない怒りを覚えた諸葉は一人でロシアへ戦争をしに行きく。AJを水先案内人に、諸葉は最凶最悪とされるロシアの分局長を次々と倒していく。
弩級の異端者は、ユーリを始めとする白鉄部隊を圧倒するも諸葉の『太極』《天をも焦がす降魔の黒剣》によってあっさりと消滅した。
6巻
ロシアとの戦争から帰ってきた諸葉は安息の日々を過ごしていた。文化祭の時期が差し迫り、実戦部隊は出し物「喫茶店」の準備をすることになる。しかし、フランス支部長シャルル・サン＝ジェルマンの突然の来日によって安息の日々は崩されてしまう。
やがて、シャルルの婚約者・フラヴィ・サコーの魂から造られた異端者『首なし』が現れる。今までの弩級よりも強いこの異端者を前にシャルルは追いつめられるが、諸葉と静乃が二人で綴った特大の第五階梯闇術《月銀の槍》に心臓部を貫かれて消滅した。また、フラヴィの魂は中国支部長である仙人・馬迭戈によって要塞級から開放された。
7巻
突如として現れた魔神級。中国支部代理のリー・ヂーシンと日本支部の幹部・高梨 恭子は、諸葉に異端者を生み出す根源という冤罪をかぶせて『牢獄の魔女の館』に監禁する。
諸葉はサツキたちによって助けられた。また、恭子の行動は独断だったため、今度は彼女が窮地に立たされてしまう。
8巻
学園祭当日、諸葉は休憩時間を利用して摩耶と共に学園祭を周ることになった。そして、サツキや静乃らとの回想に浸る。
9巻
異端者発生地の特定に成功した白騎士機関は、日英仏の合同作戦敢行する。諸葉は救出部隊隊長に任命され、その部隊に春鹿を推薦する。しかし、春鹿は自信の無さから拒んでしまう。
作戦当日までに、諸葉は馬に稽古をつけてもらうことになる。そんな彼の姿を見た春鹿は、彼と共に稽古に参加することにした。実戦部隊の他の面々も作戦当日に向けて準備し、時はあっという間に過ぎ去って大規模作戦が開始される。
その際、恭子は日英仏の大規模作戦にて諸葉を嵌めようとするも、それを察知した初介に糸の《熒惑》で内臓を切り刻まれ阻まれた。
また、要塞級の異端者の中にいた内部監察室室長・柏木源一は魔人級異端者「影法師（シェード）」へと変えられる。諸葉と春鹿の連続《貪狼》コンビネーションに圧倒され、たまらず切り札を出すも、諸葉の『太極』《万象咬み潰す九頭の皓剣》で九つに斬り裂かれて消滅した。その魂は『六翼会議』について伝えようとするも途中で肉体へ戻ってしまい、肉体も『六翼会議』の幹部によって始末された。
10巻
日英仏による合同作戦を終え、諸葉たちは長い安息の日々を過ごしていた。摩耶の希望で彼女の家でクリスマスパーティーを行うことになる。
迅の弟・厳は諸葉に負けたことで不登校になっていたが、田中先生のもとで特訓を重ね、ランクC程度の実力を身につけていた。その矢先、田中から諸葉がランクSであることを教わるが、信じることができずサツキらを襲撃するが、ランクBとなったサツキに返り討ちにあう。
また、執念深さが災いして『背教者』たちの集団・『六翼会議』に目をつけられ、その魂を魔神級異端者・六腕の材料として利用される。異端者から解放された厳は、諸葉がランクSだという現実に打ちひしがれて転校を決めた。
11巻
アメリカに魔神級が出現し、諸葉はソフィーの依頼で彼女と共に渡米。板挟みになるソフィーやアメリカ支部長のアーリン、ランクAの救世主たちと共に魔神級を討伐するために準備を行って戦闘に臨む。魔神級「人狼」はアーリンの狙撃を諸葉が補助し討伐された。また、素体にされていたアメリカ支部のメレイン・フラミニも救出された。
そのころ、『六翼会議』の一翼であるレナード・ヴァン＝パーシーが亜鐘学園に現れ、諸葉の《太極》と似たような力を使って学園の講堂を一撃で破壊する。
12巻
諸葉がアメリカに出現した魔人級を撃破したそのころ、『六翼会議』が亜鐘学園を襲撃する。実戦部隊が束になっても被害は拡大していく一方。『六翼会議』の王・熾場亮は、諸葉を呼び戻すため万里の元へ現れる。蹂躙されていく最中、現れたのは弩級を使った巨大なゴーレムだった。
13巻
亜鐘学園で卒業式が行われ、実戦部隊の次期隊長も決まった。
14巻
春休みに入った亜鐘学園を後にし、久々に実家に帰省した諸葉。マヤ&レーシャ同伴の家族団欒や、静乃の祖父から「彼氏の呼び出し」を受けるなど束の間の休暇を味わう。だがその陰で、六翼会議が次なる一手に動きはじめる―日本支部長駿河安東の拉致。白騎士機関最大の急所を狙い、遂に“炎王”熾場自らが作戦の渦中に現れた。迎え撃つは日・仏連合の最強チーム!かつて敵対した二国が手を取り合い、奇策、鬼謀、超次元の防衛戦を繰り広げる。
15巻
石動が校長となって初めて迎える新年度。戦力増強のため刷新された学園システムの目玉『学内総当たりリーグ戦』の優勝者には、ランクA昇格を賭けた石動校長への挑戦権が与えられる。サツキ&春鹿の白鉄コンビはリーグに参加した。そのころ、ヂーシンが迅に接近し、とある契約を結ぶ。
何はともあれ、リーグ戦によって実働部隊の正隊員は前年と同じ13人となり、その中には静乃もいたため、黒魔の火力不足は解消された。
16巻
二年生の夏。雷帝の跡を継ぎ、ロシアの代表となったカティアの計らいで、諸葉たちは黒海での遠征合宿に向かう。その矢先、エドワードから「ロシア支部幹部九名が謎の失踪を遂げている。」と告げられ、密偵任務を与えられる。
17巻

18巻
静乃は前世で会った冥王シュウ・サウラとの夢から目を醒ました。一方、六翼会議のアジトを突き止めた諸葉たちは迷宮内部へと強行突入を決める。囚われた仲間を救うべく亜鐘学園の精鋭は謎めく罠に挑む。
ゴーレム使いのルイーズが死亡したことにより、レナードは『終焉剣』に闇術を込めることが出来なくなり、残り一度しか全力が出せなくなる。最後の戦いならばランクS（諸葉）と戦いたいと望み、迅に（自分と同じ気持ちを持つゆえに）ラストチャンスでランクSに挑戦したいことを伝える
そして、レナードは諸葉との戦闘を通じて、諸葉の《源祖の業》に頼らない素の剣術を磨いて生まれた鋭い斬撃に苦戦を強いられ、また、トリックスターである自分が終始諸葉の巧みな戦術に翻弄され続けていることに、諸葉の実力痛感させられた。その中で隙をついて『終焉剣』で第五階梯闇術に通力を加えた攻撃を、一瞬でギリギリ間に合わせた第三階梯闇術と《太白》の《太極》に相殺され、諸葉から「あんた（レナード）が磨いてきた戦闘技術（《神足通》やそれを使った戦闘方法）に比べたら、それ（終焉剣）は取るに足らないつまらないもの」と、自分が前世から必死に磨き続けたものを評価し認めてもらい、戦う意欲を使い果たし充分に満たされた。
19巻
日本支部長・駿河安東はサツキを手中に収めるべく、日本各地から名だたる熟練救世主やを使って、亜鐘学園に総攻撃を仕掛ける。さらにサツキと諸葉の前世を知る者たちも現れる。
また、邪仙・貝利が安東個人の部下として学園に乗りこみ、諸葉と戦う。戦いの中、貝利は諸葉のことを竜と例えたが、竜殺しなど夢物語にすぎぬことに気づけず、諸葉の神通力を《聖剣サラティガ》で更に濾過した究極の力による《熒惑》で敗れた。
大阪分局長・日向 猛は春鹿と交戦したが、春鹿に一度も攻撃を与えることもできず、最後に春鹿と一緒にいた黒魔に攻撃をするが春鹿の《破軍》により両腕を切断されて敗北した。
他方、日本最強と謳われる名古屋分局長の多幡 勝家はストライカーズの隊長・石動迅と戦うが、心の迷いと迅の成長によって敗北する。その後の騎士級異端者との戦いを見て日本最強の看板を掲げないと誓った。
田中先生こと《不可視》は、主力以外の実戦部隊を襲い、息子である一朗に「そもそも正義なんてものは、この世のどこにもない」と嘯き、《巨門》を使い倒した。
20巻
諸葉との激戦のさなか、亮はこれまでの日々を思い出し、ついに切り札を使う。
21巻
駿河安東の軍勢に亜鐘学園は崩壊する。さらにルー・ヂーシンを素体とする、最強の魔神級も現れ…。
加えて、田中太郎を素体とする魔神級異端者・英雄願望（ヒロイズム）も登場する。魔人級の中でも飛び切り弱い反面、とびきり高い再生能力を持っていたこの異端者は諸葉に一方的にボコボコにされ、最後はシャルルの炎の第七階梯闇術《大灼熱地獄》の反魂で半身を氷付けにされ討伐された。
22巻
天空に浮かぶ赤き月にて、諸葉と安東の最終決戦の幕が上がる。安東は《魔剣ガルガーンティガ》による神通力であらゆる基本技術を強大なものにして、諸葉を圧倒する。だが、総合防御力がエドワードの《銀鎧アーガスティン》に劣っていることに気づいた諸葉は、剣による物理攻撃と闇術による魔法攻撃を同時に行い安東の鉄壁の防御を破った。そして、ランクS全員の協力によって隙を作られ、諸葉の《熒惑》による切断の概念と反魂の炎の《禁呪》との『太極』により二度と転生できないほど完全死亡した。
それから三年後、諸葉はサツキ、静乃、春鹿、エレーナと事実婚しており、春鹿との間に一人、エレーナのお腹に一人子供がいる。摩耶は高校卒業後までお預けを食らうこととなった。そのころ、一郎は卒業式の後、行方不明の父からお祝いの言葉を貰った。また、貝利はいつの間にか復活していた。
アニメ11-12話
諸葉たちがロシアにて〈移転の門〉で日本に帰還しようとしたその時、ロシアに異端者が現れた。サツキと静乃、レーシャ、AJを日本へ送り返し、諸葉はカティアとユーリと共に討伐する。
異端者が討伐されても安東が目覚める様子がなく、今度は日本に新種の異端者エンシェントドラゴンが出現する。この異端者は、二つの前世で諸葉から大切なものを奪っていった化け物だった。諸葉が帰還せぬまま、実戦部隊は異端者に挑む。

## 登場人物
声優は、ドラマCD・アニメのもの。

### 主要人物
灰村 諸葉（はいむら もろは）
声 - 石川界人（幼少期 - 嘉山未紗）
亜鐘学園1年1組→2年1組→アスラ機関日本支部東京本局、ランクD→C→S→SS、白鉄、黒魔。
誕生日：11月25日。15歳→18歳。固有秘宝：《聖剣サラティガ》。固有秘法：《摩訶鉢特摩地獄（コキュートス）》と《世界喰らいの蛇（ウロボロス）》などの禁呪、《霜の巨人（フロストジャイアント）》と《霧氷鱗の魔竜（フロストウィルム）》などの高階梯闇術。通力の色は白色。異名は『《最も古き英霊（エンシェントドラゴン）》』。
本作の主人公。二つの前世の記憶を持つ少年。
前世では聖剣の守護者フラガと呼ばれ、光技を使用し暴虐の限りを尽くす皇帝と戦い、もう一方の前世では冥王シュウ・サウラとして恐れられ、闇術を使い世界を相手に戦っていた。また、フラガのときにもサラシャを助け出そうと暴走したことがあるらしい。
通力を使いスペリングの速度と緻密さを高める事が出来るため異常速度でのスペリングが可能で、作中で諸葉よりスペリングが速いのは五本の指それぞれで異なるスペリングを行えるシャルルのみとされる。また、鏡文字によるスペリングで属性を反転させる反魂（はんごん）すらも使いこなす。第一階梯なら足でも綴れるようになったり、同じ闇術ならば両手同時に綴れるように創意工夫している。
転生の順番は、剣聖フラガ→冥王シュウ・サウラ→灰村諸葉の順番である。
二つの前世の記憶を持っている唯一の《最も古き英霊（エンシェントドラゴン）》であるため、本来なら両方使えないはずの『光技』と『闇術』を使用することができる。また、両方を掛け合わせた独自の術理『太極（インヤン）』を使用することができる。また、《熒惑》である切断の概念は、距離や強度、性質を問わず通力に触れたものを切るものである。これにより、物の機能を切断することで使用不能にしたり、魂という実体のないものすらも切断可能である。
極めて特訓好きの一面も持つため、『太極』の新たな応用法を編み出すことでも強くなる成長力を持っている。
総合して能力的には、エドワード以上の通力、ヴァシリーサ以上の魔力、ヂーシン並みの光技の技量、シャルル並みの闇術の技量、アーリンのような常識に囚われない自由な発想と創意工夫、熾場と同様概念を司る《熒惑》、と初期のランクS全員の強みを併せ持った超ハイブリッドと言える。
《源祖の業》を使用しない素の戦闘技術も非常に高く、ヂーシンに匹敵する。
通力や魔力の色合いで、相手の実力や特性、さらには発言が冗談か否かを見抜くことができる。9巻では困難であるが、呪力の濃淡を見分けられることが判明。
両親は諸葉が7歳の時に事故で他界しており、叔母夫婦に引き取られた。経済的に裕福ではなかったにもかかわらず自分を引き取ってくれた叔母夫婦には感謝しており、経済的負担をかけたくないため授業料免除と就職を目的に亜鐘学園に入学した。その際、実戦部隊の隊長である迅から勧誘を受け、入隊時に奨学金と言う名目で給与が出ることを聞かされ二つ返事で入隊を決めている。
その境遇のためか『物を粗末にする人』には怒りを露にし、『もったいない』と言われると自分の意見を曲げてしまう。
3巻で合宿先で出現した要塞級異端者を倒したことで六頭会議で正式にランクSに決定される。しかし、学生であること、目覚めたてであることを考慮に卒業までは学生扱いにされているが、事件が起こる度に巻き込まれたり、駆り出されたりすることになる。
前世の一つの冥王シュウ・サウラはエルメナが亡くなってから、前世の剣聖フラガの記憶を鮮明に思い出すようになる。これにより輪廻転生があることを知って前世があるなら来世もあると確信して、自身の来世を占い来世の光景を見てエルメナと再会できるが、その前に両親を喪い、なぜ両親を救えなかったのと思い悩み、そして両親の死により前世の記憶を幼少時に一遍に両方の記憶が蘇るため情緒不安定になる。それでも、エルメナと再会できるがわずか二年間しか会えず皇帝に破れる来世を見た。
その来世を回避するためにはカリンを自分の来世に送り込み、自分の来世（諸葉）のメンタルコンディションを万全にして皇帝に挑むしかない。そのためにシュウ・サウラは彼女を来世に送り込む闇術を、カリンは彼の心と彼の命を守るため前世の記憶の一部を封印する闇術と、どんな強敵が相手でも抗う組織を創る計画を建てた。
元々シュウ・サウラはエルメナを蘇生させるつもりであったが、来世でエルメナが自分の前に立ち屈託のない満面の笑みで笑う来世を見たため、愛する女の来世での幸せを願って自身の心を殺した。
前世で恋人同士だったサツキと静乃にそれなりに好意は持っているが、元々は恋愛感情であるかは表明していなかった。
摩耶に言わせれば『女を泣かしたり、泣かされたりする女難の相の持ち主』。
前世今世通して本当の意味で仲間と協力して戦ったことがなく、仲間がいる時はいつも必ず仲間を気にかけて戦っており、結局は一人で戦った方が遥かに強かった。しかし22巻での駿河安東との最終決戦で、エドワードとシャルルという本当の意味で自分と肩を並べて戦える救世主との共闘で、漸く前世から続いた「戦士としての孤独感」から解放された。
そのため、毛嫌いしていた《破軍》を解禁し、エドワードと《破軍》を交互に行う最速最強の連携攻撃を行ったり、シャルルとも抜群の連携を見せた。
最後は、ランクS全員の連携によって生まれた隙に、『反魂禁呪』と神通力による《熒惑》の『太極』を使い、安東を二度と転生できないように完全に討伐した。
アスラ機関では、現役唯一のランクSSとして、救世主のモデルイメージとなっており、配下は“阿修羅の手（シックスハンド）”と呼ばれている。
嵐城 サツキ（らんじょう さつき）
声 - 竹達彩奈
亜鐘学園1年1組→2年1組→アスラ機関日本支部東京本局、ランクD→B、“阿修羅の手（シックスハンド）”の一人、白鉄。
本作のヒロインの一人。前世ではフラガ（諸葉）の妹であるサラシャであり、とある国のお姫様だった。諸葉に再び会えることを期待して亜鐘学園に入学する。
固有秘宝は《巫剣アーキュール》。通力の色は金色。
美少女と認められる外見をしてるがお調子者で猪突猛進でもある。しかし、真面目で努力家でもあり、高飛車な物言いをすることもあるが、子供じみたところもあるため、諸葉を巡るライバルである静乃をはじめ、むしろ小ばかにすることが多い。
作中では「『浮気』は許しても『妹』は許さない」と語っているが、浮気をすると嫉妬するので心から許してはいない。
諸葉のことで本人は妹を強調しているが、内心は恋人同士になることを望んでいる。
ネリーからは見栄っ張りで承認欲求が強いと思われていると同時に、世話好きだとも思われている。
前世では、才能を見抜いた兄が戦争に巻き込ませたくないという思いから常に置いて行かれていたため、それを歯痒く思いながら過ごしていた。また、前世では『聖剣の巫女』という立場上鍛えることは許されず、現世において本格的に光技の才能を開花させた。
6巻で春鹿と手合わせし、その成長ぶりを見た石動にランクBに推薦される。
想像力が豊富で特に認識票を選ばず、どんな認識票でも《巫剣アーキュール》を顕現でき、1巻の時から顕現できていた。
「戦車」タイプで豊富な通力を持ち、打たれ強く攻撃にも秀でている。
また、安東ほどではないが『異端者』の気配に敏感である。
七門全門は開いていたものの完全には開いておらず中途半端だったが、12巻にて戦闘中に七門全門が完全に開いた状態となった。その状態で、《巫剣アーキュール》に大量の通力を流し込んで放った《太歳》はレナードの終焉剣による攻撃を相殺するほどの一撃を与えた後に自己崩壊してしまった。レナードの猛攻に耐え、標的の一人と認識される。
18巻では正真の聖剣《聖剣サラティガ》を顕現させ、7つの門を完全に開いて汲み出した膨大な通力を神通力へと変換した。このとき不滅の特性を持つ貝利の再生を阻む力と死に至るはずであった静乃の命を繋ぎ止める力を持つ謎の《熒惑》を発動させた。
安東は、彼女の《熒惑》である「創世の《熒惑》」を創世や世界の改変だとみている。人の命の繋ぎ止める力はこの能力の応用だが、扱いが難しく濫用すると暴走して世界を消滅させるおそれがある。また、サツキ自身もの使い方を理解しておらず、瀕死の人間を助けられても、軽傷の人間の治癒や死者蘇生の方法を知らない。
とてつもない凝り性で、料理は自他共に認めるプロ並の腕前。
漆原 静乃（うるしばら しずの）
声 - 悠木碧
亜鐘学園1年1組→2年1組→アスラ機関日本支部東京本局、ランクD→A、“阿修羅の手（シックスハンド）”の一人、黒魔。
本作のヒロインの一人。前世ではシュウ・サウラ（諸葉）の右腕であり妻であった冥府の魔女（または王佐の魔女）。幼い頃は奴隷だったが、シュウ・サウラに助けられ育てられた。
固有秘宝：《竜杖ナーグラヴィッツ》と《饕餮カラスボラス》と《共工エイジャエイジャ》。
『氷の魔女』の異名を持つ、日本支部最強の黒魔であり、ランクS以上を除けば世界でも五本の指に入る。
現世では漆原という名家に生まれるが、家が繁栄する手段として道具のような扱いをうけておりそのため感情を表に出さず、学校では不真面目な生活を送っていた。
出会った当初に諸葉の前世に気づいていたが、家の事情に巻き込むことを恐れ、本人に問いただされても口を閉ざしていた。
また、当初から諸葉に好意を持っており、家のことで悩みつつもたびたび諸葉には肉体的スキンシップを取っている。
ネリーからは、飾りっ気ない性格のわりにヘアバンドと髪飾りをきちんとつけている点から、自分の髪に自信があると分析されていた。
諸葉が漆原家に乱入した後は家の悩みが解決し、前世のことは諸葉自身に思い出してほしいと思っている。
諸葉を巡ってはサツキとはライバル関係でよくサツキをいじっているが、まっすぐな性格は羨ましく好ましく思っている。
サツキと違い、諸葉が自分の目の届く範囲なら嫉妬もせず浮気を許す理解のある妻であるが、いま彼が一番愛している女は自分であると言いきる自信がある。
人をからかう時やジョークを言う時に口の端っこに小さなえくぼが出来る癖がある。ただし、わかるのは諸葉のみで本人もある場所がわからないほど小さい。
また、前世でシュウ・サウラに「長い髪が似合う」と言われたため、髪の手入れはに余念がないが、一本だけどうにもならないクセ毛があり、ひどくコンプレックスを抱いている。
徐々に前世の力を取り戻しており、『元素衆』相手に一対一で勝利できるが、普段は手を抜いて隠している。諸葉もこのことは知っており、戦わなければいけない場合のみ実力をいかんなく発揮している。一方、普段から昼行燈を装いすぎていたため長時間の戦闘になると体力が足りず息切れしてしまう。また、第六階梯闇術や広域結界闇術まで使いこなすが加減が出来ていない。
六翼会議による亜鐘学園襲撃後に体力作りのためランニングを行うようになり、15巻では諸葉との個人特訓の時間中ずっと第五階梯闇術を連発し続ける事が出来るくらいに体力面の問題も解消に向かっている。また、個人特訓では反魂を使用しているが、反魂の代償としてはむしろ少ない出血量で済んでおり魔力の制御が傑出していることが示されている。
14巻にてランク認定試験を受ける。日本支部では諸葉しか使い手のいない氷の第六階梯《氷結地獄》を危なげなく成功させてランクAに認定される。なお、この時点での静乃の力は『冥府の魔女』の全盛に届いていておらず第六階梯までが限界。
15巻で正式に実戦部隊の正隊員となった。
18巻では反魂を用いて氷の禁呪《コキュートス》を発動させた際、代償として死に至るはずであったがサツキの謎の《熒惑》により命を留めた。
前世では囚われたシュウ・サウラに食事を運ぶ奴隷の少女で、彼から文字と闇術を学んだ。後に彼の妻となって生涯を共にする。なお、エルメナと名乗っていたが、これはシュウ・サウラが語った物語の登場人物からとった偽名であり、本名はサラシャである。
初めてシュウ・サウラに会った際は恐怖に竦んでいたが、魂だけの存在となった戦姫に導かれ「兄様のこと、よろしくね」と言われる。その後、眠っていた本人と戦姫が互いに呼び合う場面に遭遇し、戦姫の名が自分と同じサラシャであることを知る。後にこれが本名を名乗れない原因の一つとなった。
一方、シュウ・サウラの後継者のカリンとは仲が悪い。
四門 摩耶（しもん まや）
声 - 小倉唯
小学生→亜鐘学園1年、ランク？→ランクA、“阿修羅の手（シックスハンド）”の一人、黒魔。
亜鐘学園校・万里の遠戚であり、万里と行動を共にしてる。
早くから救世主として覚醒しており、そのために学校に通えず、友達がいないが本人はさほど気にしていない模様。
固有秘法は《夢石の面晶体》。この能力のためか、エドワードからは『夢現の小さな魔女』と呼ばれていた。
力が覚醒した際に前世の記憶が蘇ったためか、天使のような容姿とは裏腹に性知識に詳しく、大人びている。
諸葉に女難の相があるからと諸葉に好意を持ち、恋人の座を狙っている。ただし、10歳という年齢故、諸葉の四、五番目のお嫁さんにしてもらう予定と主張している。
諸葉からは「目に入れても痛くない女の子」と思われている。また、ネリーからは「しっかりしており強い子であるが本当は寂しがり屋。あと、諸葉とお揃いのものを贈ると喜ぶ」とみられている。
免許は持っていないが、車を運転することができる。また、スリルを楽しむのでスピードを出して走ることを好む。
14巻で万里の固有秘法《移ろいの門》の使用に成功する。前世では使えなかった他者の固有秘法を成功させたのは史上初。また、《移ろいの門》の習得によりランクAに認定された事が15巻で明らかにされた。
百地 春鹿（ももち はるか）
声 - 内田真礼
亜鐘学園2年3組→3年3組→アスラ機関日本支部東京本局、ランクC→B→A、“阿修羅の手（シックスハンド）”の一人、白鉄。
実戦部隊正隊員。ボーイッシュで飾らない雰囲気を持つ。自分に自信が持てないため、恋愛ごとにはサツキや静乃から遅れ気味。諸葉やサツキから『モモ先輩』と呼ばれている。省略された呼び方は好きじゃないと当初は文句を言っていたが、諦めたのかいつの間にかその呼び方が定着している。通力の色は蒼色。
6巻にてサツキと手合わせした後、石動にランクBへと推薦される。
《神足通》の名手で学内最速を誇るスピード特化型。諸葉が4分身までしかできない《貪狼》を5分身で使用できる。また、《巨門》の二連を使用することもできる。12巻で《破軍》も完璧ではないが使えるようになった。
その一方、このタイプは強さがわかりにくく、火力が重視されやすい異端者討伐では役立たず扱いされていた他、教師陣に彼女の才能を伸ばせる人材がいなかったため、才能を発揮できないでいた。幸運に恵まれて諸葉と迭戈の両方からコーチを受けレナードとの実戦的な指導特訓により実力を伸ばした。
9巻で迭戈の言葉により吹っ切れ、諸葉に対しての恋愛感情を静乃に明かした。
シューズの手入れに余念がなく、ネリーから走るのが好きと思われていた。
12巻で学園を攻めてきたレナードと交戦してスピード特化型の完成形を見て自信が付き目指すべき境地を知る。この事により、《神足通》を更に磨き《巨門》の二つ同時に作ることも出来るようになり、《巨門》のトリプルという奥の手がある。
15巻でエキスパートリーグを優勝して石動との勝負で勝ったことによりランクAに認定された。
19巻では日本支部のランクAである日向猛を相手に、一発も攻撃を受けることなく圧倒して、勝利した。
エレーナ・アルシャヴィナ
声 - 上田麗奈、ジェーニャ（ロシア語）
ロシア支部→亜鐘学園1年2組→2年2組→アスラ機関日本支部東京本局、ランクC、“阿修羅の手（シックスハンド）”の一人、白鉄。
愛称はレーシャ。『人喰い（マンイーター）』の異名を持つ救世主暗殺に長けた少女で、ロシア支部からの留学生という名目で諸葉への刺客として送り込まれた。
通力はランクC並みしかないが、固有秘宝《魔剣レプラザン》を使用することでランクAの実力を持つ静乃を圧倒する実力の持ち主。通力の色は暗い藍に血の朱が混ざったような不気味な紫色。
諸葉の暗殺が失敗した後は、彼の家族を自称するようになる。また、6巻で静乃と友達になったほか、学園祭の時点では友人に恵まれている。
ネリーからは浮世離れした人となりだとみなされ、「今が幸せで気持ちがふわふわしており、学園生活の実感が伴って初めて普通になれる」とも言われている。
14巻で《魔剣レプラザン》のスイッチを一瞬だけ「オン」「オフ」し、自分もそれに対応できる速度で通力を纏う特訓していた。
《源祖の業》に頼らないで武術や剣術を鍛えていたがヂーシンに負けてからは特に《神足通》を磨いており、諸葉と春鹿に《神足通》のダブルコーチをしてもらっている。
16巻で《魔剣レプラザン》に己の通力を与える事で前世で一度も発揮されなかった『正真の魔剣』を顕現できる（ただし、顕現されるまでにそれなりに時間が必要であり、戦闘中に顕現させるのは難しい）。
アニメでは、諸葉と同じクラスで途中から諸葉のことを「兄」と呼んでいる。

### 亜鐘学園

#### 実戦部隊（ストライカーズ）
石動 迅（いするぎ じん）
声 - 中村悠一
3年2組→亜鐘学園校長→アスラ機関日本支部長、ランクA→S、“阿修羅の手（シックスハンド）”の一人、白鉄。
登場時は実戦部隊隊長で、沈毅な風格の持ち主で、近寄りがたい雰囲気を漂わせながらも、細やかな気配りができる一面を持つ。また、強さを求める本性を持っており、諸葉に追いつこうと努力している。
レナードから天才と評されると同時に、その鍛え方は天才とは異なるとも言われている。また、迅自身も天才ではなく、積み重ねで手に入れた強さだと実感している。厳しい戦いであるほど練習以上の力を出し、通力の量が二、三割増える。
守りよりも攻めを得意としている。通力の色は雷光色。
《熒惑》は雷。この《熒惑》は使い勝手が良く特に溜めが要らなくて使った後も隙ができないほど強力である。諸葉曰く「《熒惑》としては反則レベル」。
第3巻の合宿にて《破軍》を習得し、第6巻では2回に1度に成功するまでに成長する。《熒惑》と《破軍》を同時に使う技は強力だが使用後の反動でまともに動けないのが欠点。
15巻でルー・ヂーシンに師事、尸解仙について習い、呼吸を止め続けることで、呪力を汲み出すことが出来るようになった。
ヂーシン曰く、石動には異才があり呪力を通力のように用いて行う光技《裏光技》を一通り使用できる。
呪力を用いる事によって《破軍》の反動を抑え、二度目の《破軍》又は《貪狼》に繋げる『雷影』という技法を編み出した。（諸葉に使用した時には、《巨門》によって一発目をスカされ、諸葉の位置を見失ったことで隙を作られ、二発目に繋げることもできずに敗北した。）
白騎士機関日本支部の就職が決まっていたがレナードに襲撃され、万里が居なくなった亜鐘学園の学園長として就任する。
22巻で日本支部長になって、念願だった八人目のランクSになり、『黒騎士』の異名がついた。
理事長（賢典）の再従兄妹と恋人になる。
神崎 斎子（かんざき ときこ）
声 - 小林ゆう
3年→日本支部東京本局→アスラ機関日本支部東京本局、ランクB→A、黒魔。
登場時は実戦部隊副長で、軍人めいた高圧的な口調と怜悧な美貌が特徴であり、統率力も高い。一方でスケベなところがあり、諸葉の尻に執着している。度が過ぎると迅にお仕置きされることが多い。
12巻では第四階梯まで使いこなすまでに至った。
学園卒業後は東京本局務めになった。
19巻でランクAに認定されていた。
宗谷 真奈子（そうや まなこ）
3年→日本支部内部監察室→アスラ機関日本支部東京本局、ランクB、白鉄。
地味な眼鏡を掛けた無口な先輩。目立つことを嫌うため、初介と付き合っていることを隠している。
《天眼通》の達人で、諸葉や春鹿の動きすらゆっくり見える。隙のない安定した白鉄で防御も得意とする。
怒ると怖い。静乃曰く、『怒らせたくない人』リストの中でもかなり上位に入るほど怖い。
学園を卒業して東京本局の内部監察室に配属になった。
アニメではセリフがない。アニメでは通力の色は白色。
丈弦 初介（たけつる ういすけ）
声 - 守川武尊
3年→日本支部→亜鐘学園校長、ランクC、白鉄。
男女に人気のお兄さん。遠距離恋愛をしていると周囲に話しているが、実際には真奈子と付き合っている。
前世で名剣の類いに縁がなく、認識票では、鎖で連結された長剣や槍、盾などの様々な武具を状況に応じて使い分けて戦う。
前世は暗殺者であったために、今世こそは救世主たらんとする。通力の色は暗い琥珀色。
《熒惑》は糸。研ぎ澄ませるほど糸は無限に細くなり、細くなるほど長く伸ばせる。
通力の一部を周囲に拡散させてその範囲内ならどこでも瞬時に《熒惑》を発動することができる。これを応用して、相手の肺に自分の通力を吸わせて《熒惑》を発動し、相手の肺を荒らすこともできる。ただし、通力を拡散するには少し時間がかかるという欠点がある。
12巻では眼を失い気配に敏感になったヂーシンを欺くほどの《廉貞》使いになっている。
15巻でヂーシンを見つけるため、《熒惑》で街中に糸を張り巡らした。
18巻でルイーズを《熒惑》で仕留め、『正義の暗殺者』となった。
ルイーズのゴーレムに左足を、貝利に左腕を奪われまともに戦う事ができなくなった。肉体の再生には時間がかかるが、一年ほどで元に戻るとのこと。
22巻では東京都心に11体の魔神級異端者が出現した時、元になった救世主の空の身体を殺して事態を終息させようとしたが、後谷に阻止され、レナードに助けられた。
万年堂 亀吉（まんねんどう かめきち）
声 - 内田雄馬
2年→3年→亜鐘学園教頭、ランクC、黒魔。
誕生日:1月1日
諸葉からは「面白い人、実戦部隊の鑑」、サツキからは「ウザい人」と評されている。男子に圧倒的に人気がある一方、女子からは嫌われている。黒魔としての才能は低いが、それ以外では多才である。また、自分より年上や権力のある相手には、ころっと態度を変えるお調子者。
7巻にフランスから受けた襲撃の際に感銘を受け、9巻ではズラタンと共に大規模作戦に向けてゴーレム作成を行う。以降、その際の制作した亀戦車型ゴーレムをサーベルにして持ち歩くようになる。攻撃が持ち主の魔力を打ち出すため、亀吉は魔力が少ないので攻撃力は低い。基本的に二人乗りで無理をすれば四人乗れてそれにより攻撃力を上げる。
13巻で石動迅から、笑われると分かっていて諸葉を超えると公言していたことと、影の不断の努力を評価される形で実戦部隊隊長に任命された。
竹中 半太（たけなか はんた）
声 - 石谷春貴
2年→3年、ランクC、黒魔。
2年の黒魔筆頭である優男。亀吉のゴーレムに一緒に乗り、サポートしている。亀吉とは逆に女子からは人気があり、やや頼りない所が保護欲をかき立てリーグ戦の成績で憧憬を集めている。
13巻では、亀吉をうまく宥める事ができるという理由から実戦部隊副長に任命された。
ソフィア・メルテザッカー
声 - Machico
3年→白騎士機関日米間親善大使→アスラ機関日米間親善大使、ランクB、白鉄。
アメリカからの留学生。
高い通力量を持ち、サツキ同様パワーとタフネスに秀でた「戦車」タイプだが、同じタイプのサツキとは異なり、前世で名剣等の優れた武器に出会うことができなかった。そのため、彼女の通力では一度の使用で壊れるような武器しか顕現できず、《太白》は切り札になっていた。通力の色は鮮やかな黄色。
9巻からはロシア支部から取り寄せた強化ガラス製の大盾を使用し、通力を存分に込めた《太白》によって攻撃と防御を両立している。それにより、持ち前のタフネスも合わせて「攻撃は易し、防御は難し」の中で防御に優れた白鉄となっている。
卒業後はアメリカ支部に戻ると決めつつも、日本支部に残ることを何度も考えていた。そんな彼女の心情を知った諸葉の提案により、日米間の親善大使に選ばれた。
原作での合宿には参加していなかったが、アニメ版の合宿には参加している。
田中 一朗（たなか いちろう）
新1年生→3年生、ランクC→A、白鉄。
太郎の息子で、学年のわりに基本光技の質は極めて高く通力も多い。白鉄に目覚めてからは正義の味方になる力をつけるため、一年半ほどアメリカに留学していた。
親しくない人でもお姫様抱っこしたため、諸葉からカッコいい人物とみられていた。
夏休み前に実戦部隊を見学していた所、亀吉が腕試しにと二年の白鉄と勝負させ、勝ったので予備隊員として入隊した。なお、正隊員になることを勧められているが、本人はまだまだということで辞退している。
唯一、父である『不可視（インヴィジブル）』を知覚することができる。
灰村諸葉、嵐城サツキ、漆原静乃、百地春鹿
#主要人物を参照。

#### その他の生徒
石動 厳（いするぎ げん）
声 - 杉崎亮
1年1組→転校、ランクD、白鉄。
迅の弟。兄同様入学前から修行しており、光技を高いレベルで修得している。傲慢な性格をしていたが、1巻で諸葉との戦いに敗北する。
6巻にて田中に光技を教わっていることが判明し、10巻時点でランクC相当の実力を得た。通力の色は赤色。
アニメ版では第1話以降登場していなかったが、第11話に他の生徒とともに避難しているのが確認されている。また、第12話で異端者と戦う諸葉を応援するなど、原作とは違い恨んでいる様子が見られない。
椎名 春子（しいな はるこ）
2年3組→3年3組、ランクD、白鉄。
春鹿のクラスメイトで親友。
春鹿の恋を応援しつつも、諸葉と男友達の感覚で接してることを心配している。ただし、サツキや静乃を相手に諸葉を取り合いをしているので勇気はあると認めている。
対人戦闘研究部部長（たいじんせんとうけんきゅうぶぶちょう）
レーシャが対人戦のエキスパートであるためスカウトしに来た。
表向きには、救世主が増えることで悪さをするやつと戦えるためのスキルを磨いているが、裏では異端者と戦うのが苦手なだけ。
この部活は日陰者で部費もほとんどでていないので箔をつけるためにレーシャをスカウトするのが目的。
レーシャと模擬戦をしてレベルの違いからスカウトを諦めた。
前田（まえだ）
対人戦闘研究部部員、ランクD、黒魔。
黒魔であるのに体型に恵まれている。黒魔の弱点である近接戦を克服するため、かわいいうさぎなら攻撃できまいということで《幻影の像》ででかいウサギを作るが、ウサギを食べ物と認識していたレーシャに容赦はなくあっさり倒されてしまう。
橘川（きつかわ）
対人戦闘研究部部員、ランクD、白鉄。
相手の心を攻める戦技を研究しており、強い救世主でも油断させてしまえば倒せると考えた。通力の色は濃厚な桃色。
色気に満ちた人物で、《熒惑》使いで《熒惑》は妖しい香り。この《熒惑》は嗅いだだけで相手にアロマ効果を与えて相手を悩殺する。この《熒惑》は男には有効であるが女には効かないため、レーシャは諸葉が困っているのを見て容赦なく攻撃した。

#### 教師
四門 万里（しもん まり）
声 - 皆口裕子
亜鐘学園校長→背教者、ランクA、黒魔。
金髪碧眼の美女。20歳。生徒を大事にしている。異名は『門の魔女』。
戦闘能力はあまり高くないが《移ろいの門》は対異端者に有効なためランクAになっている。
固有秘宝は《帽子の下の小鬼》。
当時、万里の固有秘法であった瞬間移動闇術《移ろいの門》のため、摩耶の安全と引き換えに『六翼会議』に強制的に協力させられる形で拉致されてしまう。
学園の第1期生であり、実戦部隊の初代隊長を務めていた。当時は高慢な性格故に孤立していたが、彼女自身はやる気のない周囲から距離をとっていると主張していた。入学初日の校長の長話に居眠りをしていた亮を見かけ叱咤、その後、同じく居眠りしていた宇佐子に寝起きざまにキスされてしまい、これがきっかけで三人は行動を共にするようになる。のちに亮や宇佐子が入隊したことに加え、副隊長の鎮守森が器の大きい人物であったことなどに助けられ人間関係が改善、実戦部隊の隊員達と心の底から信頼し合える仲間になっていった。
やがて安東の計画により当時の実戦部隊は壊滅寸前に、鎮守森を始め大切な仲間たちを失う。実戦で冷静さを欠いたことで仲間を失ってしまったことは万里に大きな影響を与え、常に適格な判断を下せるよう訓練に励むようになる。
能力的に実戦部隊の輸送に特化した切り札的存在となって以降は実戦に出ることができず亮や宇佐子を後方から応援することしかできなかった。そのため、亮の苦しみを聞いてあげることができなかったことは今でも万里の後悔となっている。前理事長と前校長の出世欲のため実戦部隊が徹底的に利用され、限界を迎えた亮が軟禁され『背教者』となり叛旗を翻しすまで何も気づくことができなかったことは大きな衝撃であり、これを契機に学園の改革を決断する。当時大学を出たばかりの現理事長と一時的に手を組み政治的な力を確保、不断の努力によって前理事長と前校長を追放した後は自身が校長となって人道的な救世主の育成環境を整えた。
学生時代に、できる限り犠牲者を出さないよう対異端者の戦術やフォーメーションなどを徹底的に研究しており、それが現在の実戦部隊の基本戦術の元となっている。
摩耶と出会った当初は嫌悪感からまともに相手すらしていなかったが、宇佐子のとりなしにより、孤立へのいら立ちを摩耶にぶつけていたことを自覚する。目立つ帽子は、宇佐子によってプレゼントされた。その帽子をかぶった万里に摩耶は可愛いと喜ぶ。鎮守森をはじめとした仲間達を失って以来、ずっと身に着けている。
田中 太郎（たなか たろう）
声 - 大川透
1年1組→2年1組担任→背教者、ランクB、白鉄。
年齢は40歳前後。七三分けの髪型で黒縁眼鏡をかけたサラリーマンのような風貌。
諸葉らの担任だが、その正体は六翼会議の一翼の『不可視（インヴィジブル）』である。通力の色は鉄を思わせる鈍色。
前世が暗殺者であり、隠密行動も得意で気配を読む能力の高さは複数人を監視し、一キロ先の相手まで分かるほどで超人を越えている。普通に《神足通》を使っても音も立てずに消え去ることができる。
白鉄としての才は全く恵まれなったため、《巨門》《禄存》《文曲》《廉貞》の才能に関係ないこの四つだけ極めるために努力して、暗殺を続けるうちに異常なまでに《廉貞》が発達して相手に姿を見られる力をゼロにする《廉貞》を身に付ける。それにより、誰にも見られることのない独自の戦闘スタイルを確立した。
この戦闘スタイルは異常なまでの修練と死と隣り合わせの暗殺をすることにより身に付いたスタイルであるが、息子の一郎だけには普通に姿が見えていた。
諸葉に挑み、諸葉の巧みな戦術運びによって敗れるも、諸葉から「（今まで戦った相手の中で）最も恐ろしい」と評された。
蓑山 十夜
亜鐘学園の元校長。

#### 理事長
漆原 賢典（うるしばら ただのり）
声 - 遊佐浩二
静乃の実兄で、亜鐘学園の理事長を務めている。身内をも利用する野心家である一方、思考が極端になることも多い。また、不安定な役職よりも、他人に左右されず安定した役職である理事長という立場は非常に気に入っている。それと同時に世界に大きな影響を与える未来の救世主たちを擁する学園の理事長という肩書を利用して絶大な権力を振るえる点は彼の美学を満足させられるものであった。
社会的な立場が上である高梨からはライバル視されていた一方、諸葉という最強の戦力の存在を知りながら自身の戦力として運用しないという理由で彼女のことを本心では見下していた。諸葉の資質を理解してからは「絶対に勝てる馬券を買えない優柔不断の無能を尻目に、自分は何を差し置いても全力で買う」と政治面で諸葉をサポートすることを誓い、実行した。
漆原 武典（うるしばら たけのり）
静乃の実兄。亜鐘学園前理事長。

### 白騎士機関（オーダー）

#### 日本支部
日本支部は大半の人員が東京支部に集中している。そのため、特に西日本には人員が配置がされておらず、分局長しか実力者がいない。これは《移ろいの門》があるためできる戦法である。石動迅が入って以降の亜鐘学園の実戦部隊が優秀で、大抵の異端者は学生が討伐してしまうため、他の支部に比べ実戦経験や修練不足が目立つ。
駿河 安東（するが あんどう）
声 - 石田彰
支部長、ランクSS。
六頭領の一人である17歳の少年。
「他人の物を自分の物にしたい」と不適な態度を取っているため六頭会議ではヴァシリーサやシャルルから反感を買っている。
《異端者》の出現を察知し、《異端者》の存在そのものを浄化する《異端者》の天敵とも呼べる源祖の業（能力）の使い手。白鉄でも黒魔でもない稀有な救世主。普段は東京を出ることを禁止されており、特例を除き東京を離れることが出来ない（日本政府の権力者の判断で一方的に決められた）。
異名は『千里眼（ウォッチャー）』や『極東の聖者』を持つ「世界最強の対《異端者》の能力者」とされる。
隠しているが《異端者》を産み出す種を作ることができる彼固有の源祖の業がある。上記の異名や能力は日本で権力を持つための芝居であり自作自演の英雄を演じているに過ぎない。
《異端者》を造り出して襲わせていた目的は白騎士機関およびその日本支部の設立、ひいてはサツキの確保である。
実は諸葉の前世の一つのフラガが滅ぼした帝国の皇帝の前世を持つ人物であり、サラシャ姫（サツキ）を神の血筋たる『陽の娘』と呼び、彼女のもつ謎の《熒惑》を狙っていた。その皇帝としての前世すら安東にとっては一時的な仮初めの姿に過ぎない。
その正体は、かつて世界を創り出した気まぐれな女神によって創られた『魂を弄び、肥大化させる者（キユイヴァンゼゴズ）』の名を持つ使徒の一人であり、人間の枠にとどまらない。
自分が創り出した使徒たちの喜怒哀楽や悲喜交々を娯楽として楽しんでいた女神を愛し、彼女の望むままに『神の国』で他の十二人の使徒達の魂を弄び、滅ぼし、最後は女神をも弑した。
しかし、女神は己の死すら悦び楽しみ、その果てに己の力を数えきれないほど大小に分け全宇宙に散っていった。その内最も輝きを持った魂が108個あり、その内、ひときわ輝きの強かった二つの魂の一つである創世の力を持った魂を『陽の娘』と呼び、長い間探し求めてきた。
その過程の中で使徒としての肉体をすでに捨てており、現在は普通の人間として誕生している。ただし、小学校に入る段階でも高い通力を持っており、使徒ではなく人間の子供に過ぎない状態でも《異端者》を一人で制御してしまうほどの実力を持っていた。通力の色は無限無辺の宇宙のような黒色。
表向きは『六頭領』として『六翼会議』と対峙、裏側では『六翼会議』と手を組んで自身の権力拡大を目論んでいるかのように振舞っていた。実際には『六翼会議』自体が彼が命じて作らせたものであり、『六翼会議』との戦いも彼が計画の一環として行っているマッチポンプの一つである。サツキの力を狙いつつサツキ本人への執着はない。
固有秘宝は、正真の魔剣である《魔剣ガルガーンティガ》。持ち主の通力を強制的に吸い上げて神通力に変える能力を持つ。膨大な通力が《魔剣ガルガーンティガ》により神通力となることで、ただの光技でも桁違いの性能を発揮する。
本来の実力は神の領域であり、現時点だけでなく、前世の皇帝時代においてもフラガが圧倒的な実力差で終始追い詰められている。
唯一の弱点は彼の実力に耐えられる武器が存在しないため、どれほど優れた武器であっても使い捨て同然の扱いしかできないことである。この問題点により本人は本気になれないからつまらないと感じており、前世ではそのつまらさなを補う余興として敢えてフラガに勝利を譲り、自身はフラガに国を滅ぼされた敗北者としての立場を甘受した。現在では、認識票により彼がそれなりに本気を出せる武器である《魔剣ガルガーンティガ》を無尽蔵に用意することが可能となっており、武器の枯渇という数少ない弱点はほとんど完全に克服されている。
女神の力を全て収集し終えた後は世界を一から創り直すことを考えており、彼の言葉としては誰も不幸にならない世界を創ることが目的とされている。
総合防御力においては《銀鎧アーガスティン》に劣っており、《金剛通》と《耐魔通》のどちらかに特化すれば並ぶが物理か闇術どちらかに弱くなり、併用するとそれぞれの防御力が《銀鎧アーガスティン》に劣ることとなる。
最期は、諸葉の《熒惑》による切断の概念と反魂の炎の《禁呪》との『太極』により二度と転生もできないほど完全死亡した。

高梨 恭子（たかなし きょうこ）
声 - M・A・O
ランクA、白鉄。
日本支部本局の一員で、安東の第一秘書官兼ボディーガードのを務める。安東に心酔するあまり彼の地位を揺るがす相手を潰すことに躊躇いがなく、彼以外の人物の生命の危機への頓着も薄い。
諸葉が《最も古き英雄》だと聞いた時は新たな安東の手駒として期待するが、亜鐘学園への影響を知るや否や、7巻にてヂーシンと結託して諸葉を誘拐するが、救出されてしまう。
その後、六翼会議の狙いが安東となったことで、諸葉が助っ人として日本支部に訪れた際には再び一転して諸葉に媚を売る。その直後に安東の護衛計画は第一秘書官である自分を通り越して第二秘書官たちを中心に進められていることが明らかになり、自分の立場がないことを自覚させられる。その後、安東の護衛計画に同行する中で安東が自分を含む日本支部の人間でさえも何とも感じていないことを自覚し、もともと六翼会議から誘いを受けていたこともあり、背教者たちを率いて安東の身を抑えようとするが失敗、逃亡の身となる。それ以降は他の背教者たちと共に六翼会議のアジトであるゴーレム内で生活していた。
最期は諸葉の叔父夫婦を襲う指揮を取ったところ、反撃してきたカルガ・リンに殺された。
多幡 勝家（たばた かついえ）
ランクA、白鉄。
名古屋の分局長
日本支部創設から活躍しており、諸葉が現れるまでは日本最強の白鉄と言われていた。通力の色は鮮黄色。
22巻で実は、前世が諸葉やサツキと同じ世界であり、皇帝に使える下っ端であったことが明かされる。そのため裏光技を知っており、石動に裏《内活通》の概要を伝えた。
弘原 海佳弥（わだ つみかや）
博多分局長、ランクA、白鉄。
恭子とは安東のボディーガードとして光技を研鑽した仲だったが、安東に心酔してシンパを増やし始めた彼女から距離を取った。
大規模作戦で水を鞭のようにを操る技を見せたが詳細は不明であったが、19巻で水の《熒惑》であることが判明した。通力の色は深海色。
《熒惑》をメインで使うが、始めから切れ味の鋭い「ウォーターカッター」を使うことができず、威力の高くない「水の鞭」を使い、段々と「ウォーターカッター」に近付いていく。自称スロースターターという名の訓練不足。
19巻でサツキと交戦して、サツキに訓練不足を見抜かれ《熒惑》の弱点の制御の難しさによる制御ミスを狙われて《鎮星》を喰らい意識を奪われ敗れた。
藤井 冴姫（ふじい さえひめ）
広島分局長、ランクA、黒魔。
炎の第六階梯闇術を自在に操る能力を持ち、『戦火の魔女』の異名を持つ。日本支部でも最強の黒魔と評され、フランス支部からもスカウトされたこともある。彼女は明るく気さくな分局内外でも人望が厚い。
19巻で静乃と闇術合戦をしたが、《霧消の場》で炎の第六階梯闇術を完全無効化され、彼女との格の違いを思い知らされて《万の眠り》で眠らさせられた。
昔は治療をメインに行っていたが、日向の治療にあたり亮のことを見ているうちに前世同様戦場に出ようと決意した。
駿河安東の乱の後、戦いを引退し、再び治療メインになった。
日向 猛（ひゅうが たけし）
大阪分局長、ランクA、白鉄。
西日本に異端者が出現した時の対策として、大阪分局長を務めている。通力の色は白みがかった青色。
白鉄の実力はパワー、スピード、タフネスの全てが高い白鉄である。通力の色は白みがかった青色。
19巻では春鹿に「楽～にランクAになっただけ」と嘗めていたが、一発も攻撃を当てられず敗れた。
柏葉 源一（かしわば げんいち）
内部監察室室長、ランクA、白鉄。
不可視によって誘拐され、その魂を利用して魔人級異端者へと変えられ、その後殺された。当時日本一の《神足通》の名手と言われ、隠密能力と対人能力に秀でている。
《貪狼》は二分身が限界だった。
錫原（すずはら）
内部監察室、ランクB、白鉄。
大規模作戦にて他二名の白鉄と共に、救出部隊に志願した。内部監察室の一員で《神足通》に長けた一人。
勾坂 霞実（こうさか かすみ）
駿河支部長の第二秘書官。ランク?。
白鉄でも黒魔でもない稀有な救世主。
《源祖の業》で顔、声、体型まで変えられるが、諸葉は「見た目は作り物めいていて美貌が整いすぎている」と感じている。この見た目が彼女の素の顔であるかすら解らず、この美貌が能力での作り物に見えている。
納 貝利（ナー・ペイリー）
安東個人の配下で、日本支部の幹部もその存在を知らない。
馬迭戈と対照的な方法で昇仙に至った尸解仙。日本語読みで「かいり」。
その身体は呪力で構成されており、自在に再生し、様々な能力を持った宝貝を生み出すことができる。戦闘しても業を溜めることがない。
ランクSのルー・ヂーシンをして常識の埒外と言わしめるほどの力を有しており、馬迭戈に匹敵する戦闘能力を持ち、エドワードは「業を溜めることがない分、ご老人より強いかも」と評している。
《内活通》と《禄存》以外の光技や戦闘技術は一切磨いておらず、戦闘は素人同然。《内活通》と《禄存》のみを極限まで研鑽しており、戦闘では、無限再生する肉体と《禄存》による遁行、無数の宝貝（パオペイ）を使う。
彼女が作り出した宝貝はどれも強力で数も多種多様にあり、中にはランクSを殺す事のできる宝貝もある。
22巻では復活し、アスラ機関本部長秘書になっていた。

#### イギリス本部
エドワードのカリスマ性によって統制されている。黒魔が圧倒的に不足している。
対異端者（アスラ）機関（AMS）では本部がスイスに移転したため、支部になった。
サー・エドワード・ランパード
声 - 羽多野渉
本部長→アスラ機関イギリス支部長、ランクS、白鉄。
六頭領の一人。『白騎士（ホワイトナイト）』、『白騎士機関の異名の源（ザ・モデルイメージ）』や『獅子の心臓（ライオンハート）』等の異名を持つ「無敗の白鉄」である。通力の色は鮮烈な紫色。
固有秘宝は《銀嶺アーガステン》。
2巻で諸葉の実力を見定めるため来日し、諸葉と交戦する。戦いの後、諸葉を（『ビックリ箱』という意味のジャック・イン・ザ・ボックスから）『ジャック』と呼ぶようになった。頻繁に電話をかけては諸葉に迷惑がられている。
白鉄としてはサツキやソフィアと同じ、パワーとタフネスに優れる「戦車」タイプで《神速通》は派生技も含め全体的に不得意だが、唯一《破軍》は得意。また、《金烏》は掌全体で《玉兎》も使いこなす。
ランクSの中でも別格に強く、普段は部下を守りながら戦うが一対一の勝負になると《銀嶺アーガステン》を纏って《破軍》の神速で砲弾のように相手にタックルして叩きつける荒業がある。《破軍》の反動で動けなくなっても《銀嶺アーガステン》の硬さにより相手の攻撃を受けても何事もなかったかのように立ち直りまた《破軍》で攻撃を繰り返す。単純無比ゆえに効果絶大であり、最強の防具を最強の武具に変える自らへ課した禁じ手である。
22巻の安東との最終決戦では、諸葉と《破軍》を交互に行って隙を無くして攻撃するという最速最強の連携攻撃を行った。
対異端者（アスラ）機関（AMS）では本部がスイスに移転したため、支部長になった。
アンジェラと結婚した。
アンジェラ・ジョンソン
声 - 小見川千明
ランクA、白鉄。
ランパードの右腕で、双頭剣の使い手である女性。通称は『AJ』。通力の色はエメラルドのような緑色。
エドワードに好意を持っている。そのことで静乃に相談したためにその弱みで静乃にはこき使われている。
当初は諸葉に返り討ちにされたことを恨んで彼にきつく当たっていたが、5巻にて彼の水先案内人になって行動を共にしたことで態度を軟化させた。諸葉曰く「面倒見のいいお姉さん」。
《熒惑》は鋭い刃。諸葉の切断とは異なり、通力を手に纏って使用する。
最終的に想いが実りエドワードと結婚する。
ボリス・テリー
ランクA、白鉄。
『青騎士』の異名を持つガタイのいい男。不可視に誘拐されていた。
その正体は『背教者』の集団『六翼会議（シックス・ウイング）』の一翼。
《熒惑》は異名のもととなる鎧。この鎧は通力でできているため、エドワードの《銀嶺アーガステン》に比べて防御力は低い反面重さが無いため着用者の動きを制限しない。通力の色は濃青色。
熾場が諸葉と引き分けたことから反目し、ルイーズを白騎士機関への手土産にしようとするが、新たに加わったヂーシンによって阻まれた。
その後、14巻にて魔神級異端者にされ諸葉、静乃と戦闘、撃破されている。
グレアム・ジェラード
ランクA、白鉄。
『火の鳥』の異名を持つ救世主で、エドワードに最も近い存在と言われていた。
六翼会議では「何れランクSになっていたかも」と言われているも
不可視に誘拐されており、第14巻の時点では既に天使級異端者にされ、魂を亮の《熒惑》によって焼かれていることが判明した。

#### フランス支部
『太陽の揺籠』と呼ばれる魔術結社を前身とし、白騎士機関の中では長い歴史を持つ支部。救世主は固体・液体・気体・力体・霊体によるゴーレム練成の秘儀に通じる『元素衆（レ・エレマン）』と呼ばれ、『=1（ル・ブルミエ）』は『=2』以下を従える幹部がいる。
前身が魔術結社であるため、貴重な黒魔のランクAの黒魔が多い。9巻の大規模作戦には46人が参加しており、そのすべてが黒魔。
シャルル・サン＝ジェルマン
声 - 子安武人
支部長→アスラ機関フランス支部長、ランクS、黒魔。
六頭領の一人。『パリのサン＝ジェルマン（PSG）』、『異端の魔術師の正統』や『赤青の魔術師（レ・ルージュ・エ・ブルー）』等の異名を持つ。
固有秘法は、《一千六十三フィードの高座》。
世界最強の黒魔。
せっかちな性格で周囲から面倒がられている。
かつては義父の思想に従って純血を重んじていたが、後に婚約者となるフラヴィとの出会いによって考え方が変わる。クーデターを起こして今の地位を手に入れ、その時に人種を問わず優秀な者を受け入れ進んでいくという新しい考え方をする自分こそが異端の魔術結社である『太陽の揺籠』の正統な後継者であるとして『異端の魔術師の正統』と名乗った。
不可視によってフラヴィを誘拐され、そのショックのあまり「救世主による人類支配」を決意してロシアと並ぶ過激派とされた。
婆様の預言によって諸葉をフランスへ連れ帰ろうとするが、断られたので強行手段へと移行。諸葉と交戦して彼の《熒惑》を受けて敗北した。
五本の指による高速スペリングを得意とする。通常の五倍の速度で第一階梯をスペリングすることができ、第一階梯をスペリングする間に第一階梯を五つあるいは第五階梯をスペリングしてしまう。両手を使うことで、第五階梯を絶え間なくスペリングを行うことができる。
ランクSの中でも別格に強く、ゴーレム抜きに白鉄と一対一で勝負できて白鉄の手出しできない領域から一方的に攻撃できる。だが、長時間戦うと疲労のせいで指が動けなくなってしまう。シャルルと闇術合戦をして勝てる者はどこにもいない。
14巻で織場亮の《熒惑》により右腕を焼かれてしまい使えなくなるが、19巻で髪の色が黒から白に変わるほどの荒行を数か月の間行った結果、第五階梯闇術の反魂を完璧に制御するまでに至る。
フラヴィ・サコー
副支部長、ランク？、黒魔。
シャルルの婚約者である黒人の女性。
不可視に誘拐された後、魂を魔神級を作ることに使用された。解放後、馬迭戈によって要塞級から開放された。
本人の実力を示す明確な描写はないが、大規模作戦で『元素衆』の指揮を取っていた。
クロエ・ジャレ
『霊体=3（ラーム・トロワ）』。ランクA、黒魔。
『牢獄の魔女』の異名を持つ、結界闇術のエキスパート。
強行手段に移ろうとするシャルルを止め、自ら交渉役として諸葉と接触した。
日本支部の要請により、7巻で諸葉が幽閉された館の形をした結界のゴーレムを作製した人物でもある。
18巻で諸葉と静乃の結界闇術の師匠になっている。諸葉は前世でシュウ・サウラ曰く、不完全性が気に食わないと言い研究に消極的だったが早計であると反省した。
エミリエンヌ・カバーニ
『液体=1（ル・リキユイデ）』。ランクA、黒魔。
なぜかずぶ濡れの女性。「ごめんなさい」が口癖。
カロンと共に襲撃する命令だったがそれを自らの提案で一人で初介たちを襲撃した。
自らが操る水のゴーレムによって初介一人まで追い込むが、「自分は救世主になれない」と吹っ切れた彼の《熒惑》によって戦闘不能にされた。
カロン・メネス
『霊体=2（ラーム・ドゥ）』。ランクA、黒魔。
タレ目の男性。血統を重視する保守派であるため、エミリエンヌらを見下している。口癖は「冗談、顔だけにしろ」。
エミリエンヌの提案によって待機していたが、彼女の敗北を知ると巻き込むことを気にせずゴーレムの悪霊をけしかけようとした。しかし、現れたレーシャに阻まれて交戦することになる。
ダリオ・ヴェラッティ
『気体=1（ル・ガス）』。ランクA、黒魔。
くどい伊達男。ブレーズと共にサツキと静乃、春鹿と交戦。
「すごいゴーレムを作ろうとして途中で放り出した」何十体ものガスゴーレムを使役する。
最終的に静乃との一対一になり闇術戦で敗北。
ブレーズ
『力体=2（レナージ ドゥ）』。ランクA、黒魔。
黒人の青年。『影潜み』の異名の所以である固有秘法を有している。
電気を纏ったパンサーゴーレムを使役し、ダリオのゴーレムに雷を放って誘爆させることで春鹿を戦闘不能にした。
静乃にチェックメイトをかけるも、彼女のゴーレムによって戦闘不能にされる。
静乃からは、冷静な性格や信頼できそうな人柄を評価されている一方、利害が一致する限りは安全であるとみなされている。
ズラタン
『固体=1（ル・ソリード）』。ランクA、黒魔。
『元素衆』の一員で、最強と目されている。
鉱物を操作して合金を作ることを得意とし、それによって作ったゴーレムを体に纏って近接戦闘を行う。
石動と交戦して一度は追い込むが、自分の本性に気がついた彼の《破軍》によって戦闘不能になった。
婆様（ババサマ）
本名不明。フランス支部に在籍している予知能力者の老婆。的中率は10パーセントほどであるが、当たる時はどんな突拍子もないことでも予見してしまう。
この能力は胡散臭いと思われるが、フランスを最初に襲った異端者の出現日時、なかなか政府の呼びかけに応じなかった中国支部長の正体と居場所を当ててみせた。
諸葉のことをとんでもなく強くて、太くて、数奇な命運を持って生まれていると言った。あと、『数奇な命運を持って生まれり。例えるなら英雄二人分にも相当する、重なり合う巨大な運命（さだめ）。その大きなうねりにかの白騎士すら惹きつけられ、かの雷帝すら飲み込まれることになる。そしてそれはシャルル様とて例外ではない。ゆめゆめ畏れることなかれ。かの男の数奇な命運に寄り添えば、御身はきっとフラヴィの元へ導かれるであろう』と予言している。そしてこの予言は的中している。

#### アメリカ支部
他の支部のような大きな本部や分局は存在しないが、アーリンの合理的思考からスカイプによる会議を行っている。また、一軒家が本部や分局であるため、共に暮らしているからか救世主同士の絆は強い。アーリンが後方支援として強力なため、黒魔を主として人材の流出が止まらないことが問題となっている。救世主たちは認識票は使用せず、アーリンの作製した魔法道具を使用して戦闘する。
アーリン・ハイバリー
声 - 釘宮理恵
支部長、ランクS。
六頭領の一人であるフランス系アメリカ人。武器防具道具を作り出す《源祖の業》を持ち、妖精力（レプラカーナ）と呼ばれる力で特殊な粘土から認識票や戦闘服を作った人物。駿河安東と同じく、白鉄でも黒魔でもない稀有な救世主。
『工廠（アーセナル）』、『たった一人の歩兵旅団』や『巨人殺し（ジャイアントキラー）』等の異名を持つ。
合理的をモットーとしているが、本人は発明道楽に関しては無駄に金銭と時間をかけており、アメリカ支部の財政に悪影響を与えている。また、新しい物好きなため、何度も作っている物を作る時はかなり面倒くさがり、その工程を見た物はショックを受ける。「世界最高の発明家」である。
また、極度の人見知りで、日本にて行われた『六頭会議』では恐竜のコンピューターアバターを通じて参加していた。
実は、誰よりも白騎士機関全体のことを考えている。黒魔が束になっても及ばないほどの火力を持つ自分がいるため、異端者討伐には最低限の白鉄のみがいれば十分であり、黒魔をはじめとする余剰人材をイギリスなどの他支部に送ることで異端者を倒し、世界を守るという白騎士機関の本来の目的を実行しようとしている。諸葉からは「手のかかる年の離れた妹」だと評されると同時に、「（エドワードやシャルルと比べても）最も救世主に相応しい」と称された。
実力は黒魔の火力（後方支援）を超える特殊な武器により遠距離攻撃を得意としている。エドワード曰く、武器を作り出す能力が有名で後方支援向きな（サポート）能力のため攻撃力が低いと思われているが決して戦闘能力（火力）は低くはない。
レナード・ヴァン＝パーシー
ランクA、白鉄。
『剣閃』の異名をもつアメリカ支部最強の白鉄。
不可視に誘拐されていたが、実際にはボリスと同様に『六翼会議』の一翼である。通力の色は蒼穹色。
春鹿と同じくスピード特化型ゆえ重い攻撃ができなかったため、アーリンに刀身の存在しない剣『終焉剣（フィニッシャー）』を決め手として製作してもらう。多くの白鉄から「それがあるから強いだけ」と陰口を叩かれていたものの、実際は『終焉剣』を使わなくても並のランクAを簡単に倒すことができる。
『終焉剣』の形状は引き金と回転式弾倉がついており、六発分の装填可能。実弾の代わりに闇術が込められており、使用する際には自らの通力を流し込み火種とし威力を上げることができる。攻撃にも使うが防御用に数発分残している。
また、攻撃闇術を複数同時に使用しても壊れない代物だが、その場合刀身は一瞬で消えてしまう。
無尽蔵の戦意を持ったバトルマニアで、ランクSに憧れてランクSを目指しており、そのためには手段を択ばない。
前世で名剣等に縁がなかったため、『終焉剣』を使わない場合は、丈弦が得意とする認識票をあらゆる武具に顕現させる戦法を使う。
諸葉との戦いで全ての闘争心を使い切り、22巻では、後谷を殺して丈弦を救い、魔神級異端者になっていた11人の救世主を殺害し、東京都心の騒動を終息した。
メレイン・フラミニ
ランクA、白鉄。
『狼娘』の異名を持つ、救世主でソフィーの白鉄としての師匠でもある愛称はレイ。
不可視に誘拐されて要塞級の中に幽閉されていた。
意識不明であったが11巻で魔神級異端者として登場。その後見事に回復した。
ソフィーの白鉄としての師匠であり、彼女からはアメリカ支部最強と言われている。
《天眼通》の名手であり、レアな《熒惑》である薬を使う。
諸葉の例えによると、「頼りになる親戚のお姉さん」。
ミロスラヴァ・ロジッキー
ランクA、白鉄。
アメリカ副支部長。愛称はミラ。
人見知りのアーリンに代わって、救世主たちとやりとりを行っている。
《熒惑》は吹雪。
アーリンの作製した高周波を放つ鞭を使用し、戦闘および指揮を行っている。
本人曰く、「やんちゃな妹たちの長女」。
ノーマ・ウィルシャー
ランクA、白鉄。
口調がぶっきらぼうだが、気の良い女性。
《熒惑》である炎を拳に纏わせて殴り付ける戦闘する。自身を傷つけてしまうため、アーリンの作製した手甲を使用している。
諸葉の例えによると、「跳ねっ返りで、家でもちょっと浮いている次女」。
チキータ・カルゾーラ
ランクA、白鉄。
愛嬌たっぷりの容姿に、キャンディーボイスの声の持ち主。小顔で上半身が小さく小柄に見える女性。愛称はチキ。
《熒惑》は暴風。双剣とアーリンの作製した金冠により作り出された二つの刃を使用する。
諸葉を籠落しようとデートするが、逆に諸葉の人柄に惹かれてしまう。
諸葉の例えによると「甘え上手な三女」。
フランチェスク
ランクA、黒魔。
レイの恋人。後続が伸びて来ていることから、黒魔を必要としているイギリス支部に移籍した。愛称はチェスク。
アーリンに律儀にメールを送り続けている。
ソフィア・メルテザッカー
#実戦部隊（ストライカーズ）を参照

#### ロシア支部
部下を信用せず本局を置かないため、直臣と共に分局を転々としている。支部長ヴァシリーサによる恐怖政治によって統制している。救世主を養成する学校が存在せず、ほとんどが孤児であるため犠牲にされていた。諸葉が乗り込んできたことにより、実質的に穏健派が指揮を取ることになった。
アメリカ支部との抗争を恐れ、認識票なしでも既存の武器で戦えるよう養成している。特異な固有秘宝を所持している場合は認識票が特別に支給される。
ヴァシリーサ・ユーリエヴナ・モストヴァヤ
声 - 森沢芙美
支部長、ランクS、黒魔。
六頭領の一人。絢爛たる美貌に相応しい傲然とした物言いをする妖艶な二十後半の女性。
『雷帝』の異名を持つ禁呪保持者。
固有秘法は《天界十字軍》。固有秘宝は《鳳扇ツァザルエー》。
また、諸葉が使うまでは雷の第八階梯《稲妻の螺旋》は彼女の固有秘法であるとされ、5巻で諸葉が使ったことに対抗して、雷の第九階梯《稲妻の魔竜》を使用し、固有秘法に認定された。その後、9巻で諸葉が《稲妻の魔竜》を使用し、禁呪以外の固有秘法はなくなった。
裏切り者や敗北者、失敗には容赦なく粛清し、その恐怖によって救世主たちを統制している。
基本的に誰も信用せず、暗殺や反逆を恐れて直臣のみを連れてロシアの分局を転々としている。諸葉が戦争をしに来た時はエカリテンブルクに逗留していた。
自身の禁呪を諸葉の禁呪で破られ、秘蔵のゴーレムさえも破壊され、最後には王のあり方まで語られて心を折られた。
その後、改心するも『六翼会議』にさらわれ天使級異端者にされた後、亮に魂ごと焼かれ消滅した。
前世は一国を統べる王女で若くして善政を敷き、外敵は雷の魔術で撃ち滅ぼし国を繁栄させていた。しかし、不作による大飢饉に見舞われて何とか国を守ろうとしたが、自国民による蜂起が起きてしまい、やむを得ず禁呪で民を皆殺しにした。その後、愛ではなく力と恐怖で従わせるしかないという考えのもと、従う者のみ生かす方針を立てた結果、国は繁栄して最盛期は善政を敷いた十倍の土地を獲得していた。彼女は魔女王として君臨して死ぬまで民に畏怖されて絶対の忠義を捧げさせた。
前世の記憶は現世でも役に立ち、父親に助言をして民衆を力で押さえつける方法や、敵対組織に打ち勝つ方法を教えて政府に認めてもらい強い発言力を与えた。
諸葉により、力と恐怖による支配を否定されてしまい、愛だけでなく力にも裏切られてしまい何で政治を納めれば良いのか解らなくなってしまった。そして、数ヶ月経ってようやく冷静になった己に諸葉ともう一度会ってゆっくり話をしてみたいとそう思える程になった。ただし、諸葉は畏怖の対象であるため大手を振って会いたい相手ではないので少し困惑している。
レーシャ
#主要人物を参照。
カティア・エースケヴナ・ホンダ
声 - 佐倉綾音
エカテリンブルク分局長→副支部長兼エカテリンブルク本局長→支部長、ランクA、黒魔。
日本人とロシア人のハーフで、大阪に住んでいたのか関西弁を話す。
ヴァシリーサの恐怖政治に反感を持っており、諸葉が現れたことで彼に興味を持つ。キルサンらと共に交戦するふりをし、自分の目で確かめた後に彼にすがった。
諸葉がヴァシリーサを屈服させた後、ロシア支部副支部長に就任し心を折られたヴァシリーサに代わってロシア支部の実権を掌握した。
国を護るために『六翼会議』と一時は手を組み、諸葉を罠に嵌める。
ユーリ・オレグビッチ・ジルコフ
声 - 大森日雅
ノヴォシビルスク分局長→近衛隊長→副支部長兼親衛隊長、ランクA、白鉄。
一人称はボク。イギリス本部の救世主を養成する学校を示威行為を行ったため、アンジェラに敵対視されている。通力の色は桜のような桃色。
《熒惑》は重力。
カティアと同じくヴァシリーサの恐怖政治に反感を持っていた。タイミング悪く侵攻してきた弩級異端者を相手に死を覚悟するが、カティアから話を聞いて駆けつけた諸葉に助けられた。
アニメではコンドラートの源祖の業を真似た雷帝の闇術により、記憶を封じられて操られていた。
コンドラート
声 - 飛田展男、川畑えるきん（ロシア語）
白鉄でも黒魔でもない稀な救世主。相手に思い込みを植えつける能力を有し、動物や人間の精神を乗っ取ることも可能。
自身の能力でレーシャに弟がいると思い込ませて利用していた。
ベルナルト・セルゲイビッチ・イグナッシェビッチ
声 - 小山剛志
ウラジオストク分局長、ランクA、白鉄。
強化ガラスでできた巨大な盾を武器とし、それで《太白》を行うことで、盾で相手の攻撃を防ぐという戦法をとっていた
《内活通》は意識を失っていても切れることはない。
諸葉の《稲妻の螺旋》を受けて敗北し、心酔するヴァシリーサに自ら第九階梯を使うように進言し、《稲妻の魔竜》で粛清された。
カティア曰く、まともな男で好感の持てる勇者。異端者から祖国を守ることにおいて、頼れる同士で惜しい男が粛清されたことを嘆いた。
ブラート・W・スメルティン
声 - 渡辺紘
ハバロフスク分局長、ランクA、白鉄。
細剣を武器とし、速度と攻撃力に特化している。《貪狼》を独自にアレンジし、一瞬ではなく数秒間の間二人に分身し続ける『死を招く映し身（ドッペルゲンガー）』という技法を使う。
諸葉と対面すると同時に逃げ出し、逃げ切れないと確信して襲いかかったものの返り討ちにあう。
アニメでは自身の屋敷を強襲されて敗北している。
チタ分局長
ランクA、黒魔。
護衛もつけずにクラブで女を侍らせていたところ諸葉に奇襲され、あっさり降参した。
アニメでは女性。
ウラン・ウデ分局長
ランクA、黒魔。
病的までに暗殺を恐れ、ゴーレム十体を護衛につけていた。諸葉と遠距離から《月銀の槍》を撃ち合ったが、スペリングの技術が劣り、闇術の回転数で諸葉に圧倒されて敗北。
ドミトリ
ランクA。
イルクーツク分局長。白鉄でもなく黒魔でもない稀な救世主。己の体を砂に変え、部分的に再構築することができる能力を持つ。
諸葉は手を焼かされた相手で、氷の闇術で部位を氷付けにすることで勝利。
アニメでは女性で、諸葉の《凍てつく影》一発で凍りづけにされて敗北。
キルサン・ロマノビッチ・バヴリュチェンコ
声 - 佐藤拓也
クラスノヤルスク分局長、ランクA、白鉄。
槍を使い、棒高跳びの要領で上空へと飛んで落下する戦法を得意とする。
諸葉を恐れて日本へ帰るように説得するが、ヴァシリーサを恐れる仲間に命じられて戦闘して敗北した。
ベレズツカヤ姉妹
声 - 鬼頭明里（姉）、長縄まりあ（妹）
ランクA、白鉄。
双子の救世主で、二分身の《貪狼》を交互に使用する戦法を得意とする。
キルサンらと共に交戦。ベルナルトに対して恋愛感情を抱いており、ヴァシリーサに諸葉が拷問の末に嬲り殺しにしたと聞かされて憎悪するが、返り討ちに遭う。
覆面の白鉄
ランクA、白鉄。
キルサンらと共に諸葉と交戦。《熒惑》である毒の霧で諸葉を追い込むが、その過信によって孤立したため敗北した。
黒魔
ランクA。
キルサンらと共に諸葉と交戦。自らの防御闇術と落下してきたキルサンの《金剛通》が衝突し、そのまま気絶してしまった。
アニメでは防御闇術も間に合わず、キルサンの下敷きになって気絶した。
黒魔
ランクA。
キルサンらと共に諸葉と交戦したが、勝てないと悟ると逃げ去った。
アニメでは落下してきたキルサンの下敷きになり、もう一人の黒魔と共に気絶してしまった。
ダルコ
声 - 阿部敦
ランクA、黒魔。
闇術で作った鏡を通して空間を繋ぐ固有秘法を有し、ヴァシリーサに重宝されていた。しかし、鏡をAJに断たれたことを理由に粛清された。

#### 中国支部
救世主の養成レベルが他支部に比べて低く、支部長もある理由によって異端者と戦闘ができない。実質、支部長代理が仕切っている。
スタンスは自国の異端者のみ退治しており「こちらもおまえらには干渉しないから、おまえらもするな」という態度を徹底している。
馬 迭戈（マー・ディエグァ）
支部長→引退、ランクSS、白鉄。
五百年を生きると言われる仙人であり、白騎士機関最強。弟子からは師父（スーフ）と呼ばれている。日本語読みで「ば てっか」。
修行を経て体は通力でできており、肉体はすでに失っている。負の感情の塊である異端者の呪力に触れ続けると、その体が業で汚されて死んでしまう。そのため、白騎士機関での対外交渉などは部下に任せて山奥で隠遁生活をしている。
光技の体系を作った模様。《神足通》に重きを置き、その派生技を連続して使う。実戦部隊で速度に自信がある諸葉と春鹿を軽くあしらうほど。
体重が存在しない分、このため、《巨門》の連発から始まり、体重が存在しないため、《貪狼》は八人で且つ隙なく連発でき、更には《破軍》の連続使用と常識外もいいところ。体重が存在しないため、本来なら攻撃の威力がほぼなくなるところ中国拳法の絶掌により、軽く見えても超絶高威力の《崩拳》を放つ。光技と戦闘技術の技量において、作中で並ぶものがおらず、その気になれば神通力すらも扱える。
諸葉への借りを返すため、彼の頼みで稽古をつけた。お遊びの稽古であれば十本やれば十本全部勝つが、もし相手の息の根を止める戦いの場合、最後に立っているのはどちらか解らないといいそういう勝負になったら絶対に戦わないと言った。諸葉の本性は阿修羅であることを見抜いている。
22巻では、北京に出現した階級様々な異端者324体を僅か2時間で全て単独で討伐した。
アスラ機関では光技解説担当をしている。
ルー・ヂーシン
声 - 緑川光
支部長代理→背教者→支部長、ランクS、白鉄。
道服に身を包み、糸のような細い目をした、「絵に描いたような中国人」顔。
仙人となって不死身になることを目指している。死ぬことを恐れており、自分の身に危険が迫ると相手に遜ってでも生きようとする。通力の色は翡翠にも似た暗緑色。
支部長代理として中国支部を取り仕切っていたが、諸葉との戦闘後は支部へ戻らず、10巻で『六翼会議』に新たな一翼として加わった。
12巻にて諸葉の《熒惑》で眼を失い、攻めのスタイルから守りのスタイルへ変えなければいけなくなったが、実力は全く衰えていない。それどころか《天耳通》を使い気配に敏感になっている。迅からは「小物であるが実力は本物（バケモノ）」と評されている。
諸葉と戦ってから畏怖しており、怒らせないようルイーズにアドバイスを送っている。
師父である迭戈が編み出した「調息」という特殊な呼吸法を行うことで通力を神通力に変えることができる。習得できたのはヂーシンのみで本来は仙道に至る修行法で何十年も続けることにより仙人になる。
認識票で顕現させる武器は槍。神々しい見た目に反し、高い強度以外に特に特殊能力もないただの槍だが、ヂーシンの超絶技巧によって神槍となる。空間をねじ曲げたかのように石動迅の《熒惑》による雷撃の軌道をねじ曲げ、その突きはあらゆるものを貫通する。
ヂーシンの通力の量は迅と同程度だが、中国拳法による《源祖の業》を使わない戦闘技術を極限まで高めることにより、結果的に光技が強力となり、ランクSとなった。
15巻で尸解法の修行によって呪力を身に付け、風を自在に操ることができるようになった。

### 六翼会議（シックス・ウィング）
エドワードによって「白騎士機関にまつろわぬ救世主は救世主ではない」ということから、背教者（デーモン）と命名された救世主によって構成される反白騎士機関の集団。異端者を作り出していた集団と合併したと考えられている。
実は駿河安東が陽の娘を見つける為に作った組織である。
熾場 亮（しば あきら）
ランクS、白鉄。
『六翼会議』の王。『炎王』の異名を持つ。その正体は通力の色は炎のような赤色。
《熒惑》は炎の概念。燃やしたいものを燃やすことができ、非常に高い操作性と持続性を有する。
通力を纏っていなくとも相手の実力を「熱」として感じることができる。
真の目的は彼をマッチポンプに抱き込んだ安東を出し抜き、安東に人質にとられている義姉の魂を取り戻すことにある。このため安東に対しては面従腹背の姿勢で応じており、宇佐子がサツキの《熒惑》をコピーしたのを見計らって安東に反旗を翻した。
かつては普通の少年だったらしいが、両親を失ったことで義姉と共に親戚に引き取られ、使用人同然の扱いを受けていた。また、安東の行っていたマッチポンプにより義姉が負傷、異端者による傷により日本支部と漆原家の息のかかった治療期間以外では義姉の治療が困難であるという状況に直面し、義姉の治療を条件に亜鐘学園に入学させられた。こういった経験から他人の心を見破るのに長けており、後にボリスや高梨が裏切ることもかなり早い段階で見抜いていた。
亜鐘学園への入学後も孤独な状況であったが、プライドが高いが故に孤立していた万里の関心を引いてしまったため強制的に友人とさせられてしまう。更に入学当初から亮に懐いてきた宇佐子が義姉へのお見舞いに加わってくれるようになり孤独な状況は一変していった。発足したばかりの実戦部隊に配備されたことで人間関係は更に充実、鎮守森を始め心の底から信頼できる大切な仲間たちに恵まれ、亮にとっては苦しい少年時代を脱却できるほどの生きがいを与えてくれる存在となった。
やが安東の計画により当時の実験部隊は壊滅、鎮守森を始め大切な仲間たちを失う。これをきっかけに亮は二度と仲間を失わないため圧倒的な強さを追い求めるようになる。設立当初の日本支部は対異端者の育成に重きを置いていたため、万里や宇佐子と共に傷つきながらも戦わされ続けるも、万里や宇佐子をうまくまとめ、常に笑顔を絶やさず皆を率いる頼れる存在へと成長、実戦部隊の驚異的な成果を世に示していくが亮に対する負担は圧倒的なものとなっていた。
やがてランクSに認定されたが、全てを亮に頼る日本支部のやり方により、精神的に戦うことを拒否するまでに追い詰められる。彼らの在学時の校長は自身の出世のために救世主に功績を挙げることを強要し続けていたため、万里が気付いた時には彼の心は取り返しがつかないほど傷ついてしまっていた。その限界は義姉の死という形で爆発し、生きる意義すら失ってしまった亮は戦闘を拒否、当時の理事長や校長によって軟禁され、洗脳してでも戦わせ続けようとする思惑に晒され続け、宇佐子と共に失踪し、『背教者』となり叛旗を翻した。この際に真の黒幕である安東と対峙、まだ消えていない義姉の魂と人質にとられ、安東のマッチポンプのために六翼会議の結成を余儀なくされる。
以前のクーデターも安東の命令で行ったマッチポンプに過ぎない。性急で準備不足なため失敗という形式をとっていたことに加え、白騎士機関の情報統制によって世間にはクーデターの発生そのものがなかったことにされている。亮自身は迭戈と対決し、業の吸いすぎで戦線離脱させた後、安東の計画通り結界のゴーレムに幽閉される処分となった。これにより幽閉されているという確実なアリバイを持つ身となり、安東の命令をかなり自由にこなせる状態となった。
諸葉の幽閉騒動を契機として安東の指示に従い六翼会議としての活動を再開、同時に安東の計画を出し抜くための準備も本格的に開始する。
実力は《熒惑》を用いて遠距離戦を得意とする稀有の白鉄である。ただ、白鉄としては攻撃速度は速さが足りず、火が点くまで時間がかかり全力を出すまでに時間が必要になる。そのため、長期戦を得意として宇佐子の《熒惑》を利用することで火力を上げて戦う。宇佐子の力を合わせた際の亮は名実共に「世界最強の《熒惑》使い」であり、短期決戦ではシャルルに劣るが長期決戦となればシャルルでさえも真っ向勝負で圧倒する驚異的な力を発揮する。
そんな亮ですら諸葉と対決では結界崩壊による引き分けという結果を迎えており、亮自身は諸葉に負けたことを認めている。安東の指示によるマッチポンプを経て『六頭領』も実力的には自分より上だと確信しているが、その差は精進次第で逆転できることを数々の検証によって確信している。
『六翼会議』の実態を知るのは安東、宇佐子、田中、貝利のみであり他の面子には知らされていない。後に安東と貝利の繋がりを知ったヂーシンも独力で真相に辿りつき忠誠を誓った。

白井 宇佐子（しろい うさこ）
ランク?、白鉄。
万里たちの仲間で、彼女にとんがり帽子をプレゼントした人物でもある。
《熒惑》は亮の《熒惑》を強化する『ガソリン』の役割を果たす。通力の色は亮と同じ赤色。
上記のこの《熒惑》は亮の《熒惑》のコピーしたもので、本来の《熒惑》は鏡で《熒惑》を鏡写して自分が見た《熒惑》や自分が受けた《熒惑》を同レベルで自在に操ることができる。コピーをした時、通力の色はコピーをした相手の色になる。
とぼけた感じのする人物だが、勘が鋭く前世が暗殺者である丈弦の尾行を撒いたり、通りがかりの群衆に紛れて気配を消すことができる。丈弦曰く、隠密行動も極めて高い。
実戦部隊時代はそもそも訓練すら真面目にしていなかったが、安東の計画で部隊が壊滅した後は真面目に練習を開始する。
牢獄の魔女の館に亮と共に幽閉されていた。誰かの世話を焼くことが好き。六翼会議に協力をしているのも、熾場を放っておけないという理由である。
写真を見るだけで人となりを看破するほど鋭い洞察力があり、プレゼント選びを得意とする。本人曰く、奉仕が大好きで相手の気持ちを考えるのが大事だと言う。
他者にあだ名をつけており、自分のことは「ネリー」、諸葉に「はいもろ」、万里に「まりしてん」、摩耶に対しては「まーや」と呼んでいる。
ルー・ヂーシン
#中国支部を参照。

ボリス・テリー
#イギリス本部を参照。

レナード・ヴァン＝パーシー
#アメリカ支部を参照。

天木 虚穂（あまぎ うつほ）
ランク?→D。
六翼を構成する一翼で、『巫女』と呼ばれている。15巻にて亜鐘学園に入学が確認された。
その正体は貝利が創った宝貝で、距離や次元すら越えて、外から魂を接続し、操作できる肉人形である。誰も接続していない時は眠り、貝利が接続して少女の振りをさせたり、時に安東が接続して《異端者》を産み出すのに用いていた。
不可視（インヴィシブル）
ランク?。
人間や救世主を誘拐する人物。姿を見せないため、男か女か判断がつかない。白騎士機関の情報に精通している。六翼を構成する一翼。正体は亜鐘学園の講師である田中太郎である。
#教師を参照。

ルイーズ・サン＝ジェルマン
ランク?、黒魔。
第9代PSGで、『人形の魔女』の異名を持つ。100年以上を生きる魔女であると同時に、ピアノ奏者としても高い技巧を持つ。
固有秘宝は《この世ならざる音楽室》。
唯一人間嫌いの亮の興味を引いた諸葉に対し、激しい憎悪を燃やしている。六翼を構成する一翼。
あまりにも不器用でスペリングに手間取りやすいが、時間をかければ各属性の第五階梯闇術までを唱えることができる。
戦闘で闇術を使わないため、その分の魔力をゴーレム使役に回せるとは言え、ランクAの黒魔でも1体が限度な大型ゴーレムを7体同時使役しても余裕を見せるほどの圧倒的な魔力を誇る。また、戦闘には使えないがレナードの『終焉剣』に込められた闇術は魔力の影響で非常に強力。
一方、ゴーレム作りの名手であり、『太陽の揺籠』では初代PSGの再来と呼ばれるほどの奇才にして、初代PSG同様、認識票を用いない地球の素材のみでゴーレムを造ることができた。
『太陽の揺籠』におけるゴーレム研究を100年進めた天才にして、歴代最高。蔵井曰く、『異端の魔術師の正統』という二つ名は本来、初代PSGと同じくゴーレムを追求した彼女にこそ相応しく、戦闘技術の追求に偏重した、歴代最強の第11代目PSGのシャルル・サン＝ジェルマンは『異端の魔術師の異端』と呼ぶべきらしい（もっともシャルルが『異端の魔術師の正統』という二つ名を名乗ったのは、クーデターで『太陽の揺籠』を乗っ取った自分こそが正統な後継者である、という意味なので、二つ名の意味しているものが全く異なる）。一方、ゴーレムの研究に没頭するあまり周りを顧みなかったため、先代の第十代ギィに討たれたとされていた。しかし本人は組織からの脱退も考えていたところであり、討たれたと見せかけ姿を眩ましていた。
六年前から出現し始めた異端者に目をつけ、新たなゴーレムの素材として見出した。
透明のゴーレムを3体使役していたが、14巻にて元素衆の集中放火により破壊された。
18巻にて丈弦初介に油断したところを糸の《熒惑》で肺などを切り刻まれ死亡。

### 異端者

#### 弩級異端者（ドレッドノート）
大きさが10メートル前後の異端者。Sランクなしには倒せないほど強い異端者であり、要塞級（フォートレス）が出現するまでは最強の異端者の分類であった。
名称不明
海魔種で、巨大な頭の無い軟体生物。
諸葉入学時点では日本最大級の大きさ、討伐に4時間かかった。
九頭大蛇
1巻で登場した弩級異端者。
多頭種で、一ツ眼から九ツ眼まで、九つの頭を持つ10メートルにも及ぶ大蛇。
胴体は地下に隠れ、首だけ地上に出し、九ツ眼の頭の口から石化ブレスを吐く。
名称無し1
5巻でロシアに出現した弩級異端者。
蠢く触手髪の生えた髑髏の頭のみの全長8メートルに及ぶ異端者。
ユーリを始めとする白鉄部隊を圧倒するも諸葉の『太極』《天をも焦がす降魔の黒剣》によってあっさりと消滅した。

#### 要塞級異端者（フォートレス）
3巻で初めて確認された異端者。
大きいもので数百メートル、小さいものでも30メートルとそれまで出現していたものとは段違いの巨体を誇る。
名称無し
3巻で登場した史上初の要塞級異端者。
一対のハサミと巨大な針が付いた尻尾を持ったサソリのような見た目だが、脚は4本で水面に立ち、白い胴体と猿のような顔を持つ、300メートルもの巨大な異端者。
海中に潜んでいる間はサツキにしか感知できなかった。
巨蟲種と多頭種のハイブリッドで、体内に頭部の無い巨大蜂の『子（バグ）』を何百体も格納し、猿顔の口から巨大な破壊音波を発し、ある程度追い詰められると、全身に無数の猿顔を浮かび上がらせ、その口からも破壊音波を全方位に発射する。
最後は、諸葉が剣で全体に百に達する数の炎の第五階梯闇術《黒縄地獄》のスペルを刻み、魔力を注ぎ込んで一斉に起動させたことで蒸発した。
迷宮（ラビリンス）
9巻で登場した要塞級異端者。
岩山に擬態し、内部は迷路となっている。
『七本角』『胸像』『磯巾着』の三体と『群体要塞級（ストロングホールド）』を形成していおり、その三体が傷付くと呪力を供給し再生する。
中心へ向かうほど呪力が濃くなっていく。
迷路は頻繁に蠢いて変化しているが、外の三体の要塞級異端者に呪力を供給している間は迷路の変化が停止する。
異端者となった人間を収容し、生かし続け、異端者が討伐されると目覚めた人をその中で始末するための施設。
諸葉を筆頭とした潜入部隊が内部の人間を救出した後、諸葉が雷の第九階梯闇術《稲妻の魔竜》で心臓を破壊し討伐した。
七本角（セブンホーン）
9巻で登場した要塞級異端者。
七本の大きな角がある甲虫のような全長数百メートル体高数十メートルの異端者。
巨蟲種と邪霊種のハイブリッドで、邪霊種の蝶型の『子（バグ）』を無数に生み出し、それぞれが雷撃を放つ。また、本体が七本の角から長射程・高火力の雷撃砲を発射する。
『迷宮』を主として『群体要塞級（ストロングホールド）』を形成していおり、『迷宮』が健在である限り、どれだけ傷ついても再生する。
『迷宮』を倒し、それによって再生できなくなり、飛び出て来た諸葉の《熒惑》で一刀両断された。
胸像（スタチュー）
9巻で登場した要塞級異端者。
腰から上だけの灰色の巨人のような異端者。弩級よりは明らかに大きいが、要塞級の中では小さな方。
並みの《天眼通》では見切りきれない速度で巨大な拳を叩き付ける。
『迷宮』を主として『群体要塞級（ストロングホールド）』を形成していおり、『迷宮』が健在である限り、どれだけ傷ついても再生する。
諸葉が『迷宮』を倒したことで再生できなくなり、エドワードが《破軍》を使った突撃攻撃を行い破壊した。
磯巾着（シーアネモネ）
9巻で登場した要塞級異端者。
先端が女性の顔になっている無数の触手の塊のような異端者。
触手を伸ばし、先端の顔の口から腐汁のような毒液を放出する
『迷宮』を主として『群体要塞級（ストロングホールド）』を形成していおり、『迷宮』が健在である限り、どれだけ傷ついても再生する。
諸葉が『迷宮』を倒したことで再生できなくなり、シャルルが両手から第五階梯闇術を連発し、討伐した。

#### 魔神級異端者（アークフィンド）
救世主の魂を使って造られた異端者。人間と変わらない大きさをしており、白鉄並みの速度と海魔種並みの生命力、再生能力を持ち、更に、魂を使われた救世主の特性が元になった能力を持っている。
『首なし』
6巻で登場した史上初の魔神級異端者。
フラヴィ・サコーの魂から造られた。
頭はなく、蛇の皮で作ったような醜悪極まるドレスから伸びる蛇の群れ、大理石のような腕を持つ女性型の異端者。
空中に浮遊しながら、存在しない口から光条の吐息（レーザーブレス）を吐き、無数の大蛇が口から炎弾を発射し、または大蛇を伸ばして攻撃する。
シャルルとの一騎討ちでシャルルを追い詰めるも、諸葉と静乃が二人で綴った特大の第五階梯闇術《月銀の槍》に心臓部を貫かれて消滅した。
『影法師（シェード）』
9巻で登場した魔神級異端者。
柏葉源一の魂から造られた。
全身真っ黒で、頭の左右に穴が貫通しており、長い爪を持つ異端者。
再生能力はさほど高くないが、影に入り込み、裏光技の《神足通》を使いこなし、《巨門》を使った残像回避や《貪狼》の二分身攻撃を隙なく連続で行う。
また、呪力を限界まで振り絞り、切り札として《巨門》と《貪狼》を同時に行う五人分身（内三体は《巨門》による残像）攻撃を持つ。
諸葉と春鹿の連続《貪狼》コンビネーションに圧倒され、たまらず切り札を出すも、諸葉の『太極』《万象咬み潰す九頭の皓剣》で九つに斬り裂かれて消滅した。
『六腕』
10巻で登場した魔神級異端者。
石動厳の魂から造られた。
身長2メートルほどで、右肩から腕が二本、背中と腎臓の辺りにも一本ずつ、左肩から一本、左脇腹から一本、首の所に首と顔の代わりに一本の計六の腕が生え、腕が剣、斧、槌、両手槍、鉄球と五種類の武器を持った異端者。
それぞれの武器を使った戦い方をし、武器も六腕で持つ巨大なハルバート、大弓、短剣、山刀、手斧、鎌、手甲、盾と自由自在に変化し、無尽蔵とも言うべき再生能力を持つ。
魔神級異端者の中では下から2番目と非常に弱いが、要塞級異端者よりは明らかに強い。
時間をかけて呪力を消費させ、諸葉の炎の第三階梯闇術《火葬》と《太白》の『太極』で討伐された。
『人狼（ワーウルフ）』
11巻でアメリカに登場した魔神級異端者。
メレイン・フラミニの魂から造られた。
人型の狼のような異端者。
高い知能、爪と牙による高速格闘戦闘に特化し、『眼』であらゆる攻撃を見切って避け、『猛毒の霧（ウルフズベイン）』を放出して周囲にいる白鉄に常時《内活通》を使うことを強制することで弱体化（《内活通》を使い続けることで、《剛力通》や《太白》、《神足通》などの戦闘に使う光技にまわす通力が減少する）させ、再生能力も十分備える。
また、追い込まれれば毒の生成を止め、全身にある無数の『眼』を発生させ、見切る能力を強化するなど単体戦闘において最強の魔神級異端者と言われた。
諸葉とアーリンというランクS二人と精鋭部隊が作戦を練った戦法で戦うも苦戦を強いられ、最後はアーリンの狙撃を諸葉が補助し討伐された。
『英雄願望（ヒロイズム）』
21巻で登場した魔神級異端者。
田中太郎の魂から造られた。
全身真っ赤で、腰に大仰過ぎるほどのベルトを巻いた姿。
全魔神級異端者の中で最弱で、攻撃力は普通の異端者よりも低く、諸葉の普通の《金剛通》で完全に防げるほどで、《金烏》を使うと逆に相手の腕が壊れる。
反対に再生能力は、全魔神級異端者最高で、ただただめんどくさいだけの異端者。
追い詰められると巨大化し、攻撃力を激増させる。
諸葉に一方的にボコボコにされ、最後はシャルルの炎の第七階梯闇術《大灼熱地獄》の反魂で半身を氷付けにされ討伐された。

#### 騎士級異端者（ブラックナイト）
自ら魂を捧げた救世主を元にした異端者。
理性と知性を持ち、通力と呪力の両方を操る。
ランクAを越える実力があるが、弩級はおろか普通の異端者にも遠く及ばない最弱の異端者分類。
見た目は頭が動物で身体は人間の半獣半人で、戦闘服を身に付け、IDタグで業物の武具を顕現させる。
呪力を使った裏光技を1つ窮めている。
アンウィン
19巻で登場した虎頭の騎士級異端者。暗黒騎士の中でも特に強力な“七星（しちこく）”の一人。
通力の色は水色。武器は業物の両手持ち剣（ツーハンデッドソード）。
剣術を極めることで、洗練された剣の威力は、サツキの《剛力通》のパワーを凌ぎ、裏《巨門》を窮めており、残像すら一定時間は本物のように実体とパワーを持つ。
シャルルの氷の第五階梯闇術反魂《吹雪の死霊》で燃やし尽くされた。
21巻で駿河安東に再調整されて復活したが、二足歩行の虎のようになり、知性が失われ、弱体化した。
イグニ
19巻で登場した熊頭の騎士級異端者。暗黒騎士の中でも特に強力な“七星（しちこく）”の一人にして、暗黒騎士団の団長。
通力の色は赤紫色。素手で戦う。
裏《金剛通》を窮め、石動迅の裏《太白》を完全に無傷で防ぎ切る圧倒的な防御力と、高威力の《崩拳》を使う。ただし、裏《剛力通》が使えないため、裏《崩拳》は使えない。
21巻で駿河安東に再調整されて復活したが、知性を失い、弱体化した。
名前不明
19巻で登場した蛙頭の騎士級異端者。
女性。
裏《太歳》を窮め、呪力を空気に纏わせ、左右の手の指から自由自在に破壊の風を放つ。
エドワードとシャルルによって瞬殺された。
21巻で駿河安東に再調整されて復活したが、知性を失い、弱体化した。
エンギル
19巻で登場した蛇頭の騎士級異端者。暗黒騎士の中でも特に強力な“七星（しちこく）”の一人。
武器はレイピア。
裏《天眼通》を窮め、0.1秒先の未来を見て戦う。
レーシャの覚醒した《魔剣レプラザン》で呪力と通力を吸われ、撤退した。
22巻ではレーシャ相手にヴェストヴェスト、ウェニャと協力した三人がかりでも勝てなかった。
ケルラー
19巻で登場した鶏頭の騎士級異端者。
武器は二本の剣。
裏《文曲》を窮め、何もないところを蹴って、跳躍できる。
エドワードとシャルルに倒された。
21巻で駿河安東に再調整されて復活したが、知性を失い、弱体化した。
フェングラン
19巻で登場した狼頭の騎士級異端者。
武器は槍。
裏《武曲》を窮め、槍を構え、ミサイルのごときスピードでチャージ攻撃をする。
エドワードとシャルルに倒された。
21巻で駿河安東に再調整されて復活したが、知性を失い、弱体化した。
ゼードールー
21巻で登場した蝙蝠頭の騎士級異端者。
裏《天耳通》を窮め、心の声を聞き取って相手の行動を把握して戦う
ルシェフジュ
21巻で登場した蜥蜴頭の騎士級異端者。
裏《廉貞》を窮め、物質を透過して行動できる。
ヴァッシャ
21巻で登場した狐頭の騎士級異端者。
通力の色は黄緑色。
裏《耐魔通》を窮め、魔力攻撃を無効化する。
前世においては白鉄しかおらず、一部特殊な《熒惑》使い相手以外は、普通の白鉄と変わらないという最弱の暗黒騎士。
ベラフ
21巻で登場した蛭頭の騎士級異端者。
裏《内活通》を窮め、掴んだ相手の生命力や通力、呪力を吸収し、身体を再生させる。
名前不明
21巻で登場した鷹頭の騎士級異端者。
ニエメズ
21巻で登場した猪頭の騎士級異端者。暗黒騎士の中でも特に強力な“七星（しちこく）”の一人。
通力の色は血色。武器は大槌。
裏《太白》を窮めたが、武器が耐えられないため、何度も認識票を交換して戦う。
女性。
カリーデン
21巻で登場した隼頭の騎士級異端者。暗黒騎士の中でも特に強力な“七星（しちこく）”の一人。
通力の色は純青色。武器は片刃の剣。
裏《破軍》を窮め、反動もほとんどなく、《巨門》程度感覚で瞬間移動する。
ダンブリ
22巻で登場した象頭の騎士級異端者。
武器は手甲を着けた無手。
裏《剛力通》を窮め、桁違いの威力の拳打を鍛えられた格闘術で繰り出す。
また、《崩拳》や《武曲》など応用を効かせて攻める。
ヴェストヴェスト
22巻で登場した馬頭の騎士級異端者。
通力の色はカーキ色。武器は槍。
裏《辰星》を窮めた。
22巻ではレーシャ相手にエンギル、ウェニャと協力した三人がかりでも勝てなかった。
ウェニャ
22巻で登場した猫頭の騎士級異端者。暗黒騎士の中でも特に強力な“七星（しちこく）”の一人にして、暗黒騎士団最強。
通力の色は濃緑色。武器は細剣。
裏《禄存》を窮め、光技や闇術を透過する。その強さは暗黒騎士団最強処かランクSに匹敵する。
22巻ではレーシャ相手にエンギル、ヴェストヴェストと協力した三人がかりでも勝てなかった。
女性。
ア・ル・パ
22巻で登場した蜂頭の騎士級異端者。暗黒騎士の中でも特に強力な“七星（しちこく）”の一人。
武器はナイフ。
裏《貪狼》を窮め、腕だけを分身させることで一切隙を作らずに神速同時攻撃を行う。

#### 天使級異端者（フォールエンジェル）
強大な魂を持つ《救世主》を異端者にした時にのみ生まれる最強不死身の異端者。条件等が不明で今までに二体しか存在しない。

#### 天体級異端者（ルナティック）
ランクS並みの最高クラスの魂を元に『群体要塞級』の要領で生み出すことで生まれる最大の異端者。一体しか存在しない。

### その他
灰村 茂樹（はいむら しげき）
諸葉の叔父。年齢は38歳で売れない小説家をしている。
諸葉の学園からの奨学金のお陰で生活レベルは向上しているが、その奨学金がまともな金額ではないため諸葉がもし毎月手紙を出していなければ心配で学園に乗り込むまで考えていた。春休みに家に帰ってきた諸葉を見て前よりも明るくなった顔を見て安心した。
実はカルガ・リンが自分の妻になった理由を知っているが、彼女が自分の妻になってくれた事はずっと幸せだった。
灰村 エリカ・ムスターマン
諸葉の叔母である30代の女性。
ドイツの近くにある小国生まれであるが、日本の生活が長いため日本語に堪能である。春休みに諸葉が連れてきたレーシャを気に入っている。
夫ともに諸葉を心配していたが春休みに家に帰ってきた諸葉を見て安心した。
本名はエリカ・ムスターマンでなくカルガ・リンである。愛称カリン。
実は諸葉の前世の一つのシュウ・サウラの養女兼側近であり、反魂を窮めている。シュウ・サウラの戦闘用の《渾沌ルズガズリンケン》と《窮奇レンヅァイツヴァイ》を所有している。
カリンは治癒術に生まれながら高い資質を持つており、黒魔としてはとても稀な治癒闇術使い。実力は闇術合戦の強さは全盛期の『冥府の魔女』を凌駕していた。そのため異名が『冥府の門番』であり、宮城を衛する最強の魔女。
養父の勅命を受け、転生でなく彼の秘法闇術に現代に転移し、諸葉の親族と結婚して諸葉に愛情（母性愛）と前世の記憶の封印をした。最初は幼い諸葉を自分の虜にするつもりだったが、その叔父である茂樹の控えめで落ち着いた人柄と包容力を気に入り結婚した。また、白騎士機関の政治顧問でエドワードに組織運営のイロハを教えたており、エドワードから『賢者』と呼ばれる。
一方、エルメナにはシュウの伴侶という立場をねたんで下手に出つつも慇懃無礼な態度をとったほか、嫌がらせも行っていた。同様の理由からエルメナの詠唱の仕方や仕草などありとあらゆることを真似してきた。
漆原 玄蔵（うるしばら げんぞう）
静乃の祖父であり漆原家の支配者である。
諸葉に興味があり、一度会ってみたいと静乃に言い静乃と諸葉を自分の屋敷に招いた。そのときに諸葉に日本は好きか聞き、自分と同じく日本が好きであることに感心をもった。
だが、静乃を白騎士機関から手を引かせるように言い、十億もの預金通帳を渡して諸葉と静乃が交際してないと分かると安堵して手切れ金代わりに二人を別れさせようとしたが諸葉は怒り玄蔵を睨み付けた。
このことにより、諸葉を気に入り静乃の婚約者にさせようとする。あと、試すようなことをしたお詫びに預金通帳十億を渡すように賢典に言う（これはやられっ放しは性でないための仕返しの意味もある）。
鎮守森 椿（ちんじゅもり つばき）
故人。万里、亮、宇佐子の同期であり、初代実戦部隊副隊長。
熾場 日向（しば ひなた）
亮の義姉。故人とされているが魂は安東によって現在でも存在しており、亮に対する人質扱いとなっている。
最後に亮に「他の人達と共にきちんと生きなさい。そして人生を終えたら一緒に生まれ変わってあげる」と伝えた。
シルヴィオ
アスラ機関スイス本部長、ランクS、黒魔。
『利権ヤクザ』、『救世屋』、『最強の卑怯者』や『安全地帯で吠える勇者』等の異名を持つ、最新にして九人目のランクS。
世界で唯一、第十階梯闇術という固有秘法を持つ。
有力政治家であったため、白騎士機関や異端者のことを知っていたが、救世主だと名乗り出ず、力を隠匿して安全と惰眠を貪っていた。駿河安東の乱以降、アスラ機関となり拡大路線を採ったため、政治家からアスラ機関に転身し、各国政府とのパイプ作りとロビー活動の結果、スイス本部長になった。

## 作中用語

### 源祖の業（アンセスタルアーツ）
救世主達が使う能力の総称分類として光技と闇術に分かれる。通常は光技か闇術のどちらかしか使えない。
前世の記憶を思い出すだけでなく、修練を重ねることで使えるようになる。サツキのように前世では鍛えておらず、現世で初めて才能を開花させるのは希。
源祖の業は『攻撃は易し、防御は難し』という原則がある。なぜなら、攻撃に関する光技や闇術が使いやすくて強いの、エグいのが多いが、防御の光技や闇術は防御力が微妙だったり、使い勝手が著しく悪かったりするため。
両者を掛け合わせた《太極（いんやん）》が存在する。

#### 光技（こうぎ）
身体能力を上げる技の総称。両手、両足、眉間、丹田、心臓にある七つの門を開き、通力（プラーナ）を汲みだし、超人のごとき力を扱う。七つ全て自在に開いて基礎ができたと評価されて一人前となる。
光技の使用者を《白鉄（しろがね）》と呼ぶ。諸葉曰く、通力の強さと性質は根っこの部分で精神状態が密接に関係しているとしているが、白騎士機関ではそれは俗説で実際は関係ないと評価している。
《金剛通（こんごうつう）》
光技の基礎技の一つ。
通力で全身を硬化させることにより防御力が上がる。
自動車に跳ねられても無傷なほど防御力が高まるが、光技相手には不足で、仮に戦車タイプであっても、攻撃力の低いスピード特化タイプの《太白》ですら防ぎ切れない。
《耐魔通（たいまつう）》
《金剛通》の応用技。
魔力攻撃、呪力攻撃に対して行う防御方法。物理攻撃への防御力は《金剛通》よりもかなり低くなり、更に魔力攻撃等を完全に防ぎきるわけではないため、最後の手段とされることが多い。
現世には黒魔や異端者といった魔法攻撃をしてくる相手が多いため必ず身に付けるが、前世は白鉄しかいない世界のため、一部の特殊な《熒惑》や固有秘宝の持ち主以外には使い道がなかった。
《金烏（きんう）》
《玉兎》と対になる《金剛通》の上級技。
通力を体の一点に集中して極限の防御力を得る。あまりに難しく使いこなす者はほとんどいない。
練度により少しずつ範囲が広がり、初期の諸葉は指先だけであったが、エドワードやヂーシンは掌全体をカバーでき、終盤の諸葉もそのくらいの範囲になり、ここまで範囲があればなど防御手段として使用できる。
諸葉や馬迭戈であれば指先だけでも相手の攻撃を読み、実戦でも使用できる。
名称不明1
《金剛通》と《金烏》の中間くらいに当たる応用技で、体の狭い範囲に通力を集中して高い防御力を得る。
そう難しくなく、一般に普及している技なので実戦部隊の予備隊員にでも使える。
これが防御の基本であり、相手の攻撃を防御するには攻撃が当たる部分にこの技を適宜使用することでダメージを軽減する。
対救世主戦闘では、非常に重要な技で、相手の攻撃を大まかに予測してその部位に適宜通力を集中できなければ、スピード特化タイプに一方的に斬られて負けることになる。
《玉兎（ぎょくと）》
《金烏》と対になる《金剛通》の上級技。
全通力を一気に放出することで一瞬の刹那の間だけ無敵になる。
あまりに難しく、使用者が限られている。
諸葉は前世現世を通して使うことができるが危なくて使う気が起きない技だったが、18巻でレナードの最後の攻撃に対して使用して防いだ。
名称不明2
諸葉が編みだした応用技。
《金剛通》と《玉兎》の中間くらいに当たる技で、無敵化とはならないものの十秒ほどは高い防御力を得ることができる。
しかし、防御に集中している間は体が硬すぎて身動きが取れなくなる欠点がある。
工夫なしには使えないが、サツキやソフィアのようなパワーとタフネスに勝り回避能力に難のある戦車タイプの白鉄には有効であると考え、二人に教えている。
実際、サツキはこれを使用し、スピード特化タイプで攻撃力の低い春鹿の《太白》を完全に無傷で防ぎ続けた。
《剛力通（ごうりきつう）》
光技の基礎技の一つ。
手や足に通力をまとうことで通常では考えられない膂力を得る。
《崩拳（ほうけん）》
《剛力通》と《金剛通》の併せ技で、強度を高めた拳を叩きつける。《剛力通》によるパンチとは比にならない威力を秘めている。
《天眼通（てんげんつう）》
光技の基礎技の一つ。両目に通力をまとうことで視力および動体視力を上げる。
通力に自信がある人なら一キロ先まで見えてランクSなら五キロ先を楽に見える。
《天耳通（てんにつう）》
光技の基礎技の一つ。
聴覚を強化する。戦闘には寄与し難いため、積極的に鍛える人は少ない。
《内活通（ないかつつう）》
光技の基礎技の一つ。
肉体の治癒力を高める。通力が豊富な人は骨が折れても数日で完治するほか、気絶しても内活通で傷を治す者もいる。
《神足通（じんそくつう）》
光技の基礎技の一つ。
両足に通力をまとうことで速度や跳躍力を強化する技で、他の光技と併用されることが多い。
ただし、《巨門》＋《文曲》などのように《神足通》を極めると《神足通》同士の併用により異次元な動きができ、対救世主戦では相手をスピードで翻弄することができる。
訓練次第で上手くなっていき易いが、火力が重視される異端者戦において最低限使えれば事足りるため、そこそこ鍛えたらそこで止める者がほとんど。
《神足通》の派生技および上位技は下記の七種であり、いずれも名前は北斗七星に由来する。
《貪狼（どんろう）》
瞬間的に分身したかと見紛うほどの速度で多方向から撃つ。全力全速の爆発的なスピードが必要で、足場が悪いと減速して失敗したり、使用後に隙ができてしまう。同じ最大速度でも体重が軽いと分身人数が多くなる。
《巨門》より遥かに難しいとされ、学生のうちに四分身以上の《貪狼》を身につけたのは諸葉と春鹿だけで、《破軍》を使える石動迅も当然習得しているが分身数は多くない。
体重が軽いと同じ最大速度でも分身人数が多くなる。そのため、諸葉より体重の軽い春鹿は五分身、全身から血液を抜いて軽くしたレナードが七分身、仙人として体重が物凄く軽い馬迭戈は八分身と数が増えていく。また、《羽毫の体現》を使った諸葉は九分身、同じく《羽毫の体現》を使ったレナードは二十七分身した。
スピード特化型でもない限りランクAの白鉄でも使える者はほとんどいない。
諸葉と春鹿は二人で交互に使用することで隙となる緩の部分をなくし、魔神級異端者『影法師』を圧倒して追い詰めた。
《巨門（こもん）》
緩急をつけることで残像を生み出す歩法。《貪狼》と違い《巨門》は使った後も隙ができない。
派生技のなかでもっとも簡単であるが、ダブルやトリプルは格段に難しくなる。
ダブルの応用で二つ同時に作るのはもっと難しい。これを出来るようになると《貪狼》と見分けがつきにくくなる。
《禄存（ろくぞん）》
《廉貞》の応用技で、相手の攻撃を全力で回避し、視線から外れ、意表を衝き、完全に気配をくらませて、間合いを切る。異端者戦においてあまり有効でないため、わざわざ鍛えている者は少数派である。
《文曲（もんぎょく）》
トップスピードは激減するが、如何なるものも足場に変える神仙歩法で、舞い散る木の葉を足場にしたり、水の上を駆け、壁や天井を走ることができる。最低限使用できれば、異端者戦においては事足りるため、一定以上鍛えている者は少数派である。
諸葉やヂーシンは相手の攻撃を足場に変えて回避に使用した。ヂーシンは逆立ち歩きのように手で行うこともできる。
《廉貞（れんてい）》
音と気配を絶つ歩法で、前世が暗殺者である者は特に上手い。異端者戦においてあまり有効でないため、わざわざ鍛えている者は少数派である。
前世が暗殺者である者は特に上手い。
《武曲（ぶきょく）》
《剛力通》によるパワーで強引に加速できる反面、途中で止まることや横に移動することが困難になる。
《破軍（はぐん）》
《神足通》の最上級派生技で、他の派生技すべてを同時に行うことにより、瞬間移動をしたかのような速さで動くことができる。
使える者はほぼいないほど難しい。また、避けられた場合、大きく体勢を崩して隙ができるので諸葉は好まない。
五星技（光技の応用又は上位技）
《太白（たいはく）》
攻撃光技の基本で、器に通力を流し込むことで破壊力が増し、相手の体内に毒のような効果をもたらす。
武器に通力を集中させることで威力が格段に上昇するため、通力の量が多くても集中が不完全だとランクAの白鉄よりも攻撃力が落ちる。
普通の武器ではすぐに自己崩壊してしまうので聖剣や名剣などでなくては通力を大量に流すことができない。スピード型の《太白》であっても、《金剛通》で防ぐことはできない。
《辰星（しんせい）》
通力を武器に通わせて自在に操る（念動力）。
使い手によっては水で竜を作ることや鎖を蝶結びなども可能なほどで、使いこなすにはセンスと習練が要る。
異端者戦においてあまり有効でないため、わざわざ鍛えている者は少数派である。
《鎮星（ちんせい）》
肉体を傷つけず精神のみを攻撃し、意識を刈り取る。
自他の通力差を完全に把握していれば、気絶時間を調節できる反面、よほど通力量に差がなければ効果を及ぼすことができない。
《太歳（たいさい）》
通力をためて放出し暴風を起こす。通力が多い者にしか使えない分、通力をありったけ流せば良いのですぐに使用できる。
通力を集束させて破壊の力に変換するほど威力が上がるため、素手で使用するよりも武器で使用した方が拡散し難く、威力が高くなる。
20巻で諸葉は貝利との戦闘の後遺症で通力が十分でない状態であっても、普段よりも丹念に破壊の力に変換することで普段と同等の威力を発揮させた。
《熒惑（けいこく）》
通力を己の根源たる象へと近付けて、変化させる技であり、多種多様な能力がある。この光技だけは、魂の質に左右されるため誰もが使えるわけではない。また、一部の例外を除き長時間使い続けることはできない。
一部《熒惑》には副次効果ような力があるものがあり、《熒惑》を使ってなくても力が発揮されている。

#### 闇術（あんじゅつ）
魔力（マーナ）を使うことで自然界のエネルギーを吸い込み、己の望むエネルギーに変換する技術。闇術の使用者を《黒魔（くろま）》と呼ぶ。7巻やコミック、アニメで名称が変更されたものもある。
使用には、通常、宙に文字を書く「スペリング」と詠唱が求められる。詠唱なしでも発動できるが、その際は威力が弱くなる（PSG曰く通常は半減、修練によって上げられるがせいぜい73％）。詠唱する際は「綴る」と言わなければならない。また、詠唱とスペリングの際に強くイメージすればするほど威力が増す。
詠唱の言語は何語でも良いが、形容詞が豊富でイメージを強くしやすい日本語がより向いており、『太陽の揺篭』では日本語は必須習得とされている。
スペリングの行数によって第○階梯と分類する。行数が増えると成功難易度と威力が格段に増加する。
光技と比較しても威力と攻撃範囲に優れ、第三階梯でランクAの白鉄の《太白》や《太歳》の威力や範囲を優に越える。
また、アレンジが可能で威力を抑えたり、呪詛を追加して威力を上げたりすることもできる。
闇術は破壊を得意とし、治癒や修理は不得意である。ただし、ごく稀に治癒術が得意な者がいる。
通常の闇術は第九階梯までであり、普通の黒魔は第九階梯を目指して鍛練するその先は第十三階梯の禁呪（使用する際に代償を伴うもの）となる。
詠唱に関しては、原作やコミック、アニメでも一部しかないため、ここに表記することは控える。
特別な効果の闇術でなくとも、高階梯の闇術は使い手が一人しかいないこともあり、その場合は二人目の使用者が現れるまでは、固有秘法（ジ・オリジン）とされる。具体的には、《稲妻の螺旋》と《稲妻の魔竜》は、諸葉が使うまではヴァシリーサの固有秘法とされ、《霜の巨人》と《霧氷鱗の魔竜》は、諸葉しか使えないため、諸葉の固有秘法とされている。
炎
1 《火炎（フレアー）》
2 《猛火（ブレイズ）》
3 《火葬（インシネレート）》
4 《炎の大嵐（ブレイズストーム）》
5 《黒縄地獄（ブラックゲヘナ）》
6 《紅蓮地獄（ブライトレッドフレイム）》
7 《大焦熱地獄（インフェルノ）》
氷
1 《氷の吐息（ホワイトブレス）》
3 《凍てつく影（フリージングシェイド）》
4 《凄まじき吹雪（ドレッドフルブリザード）》
5 《吹雪の死霊（ブリザードスペクター）》
6 《氷結地獄（ブライトホワイトフロスト）》
7 《氷の牢獄（ヨトウンヘイム）》
8 《霜の巨人（フロストジャイアント）》
9 《霧氷鱗の魔竜（フロストウィルム）》
水
1 《水流破（ハイドロブラスト）》
5 《流水の海蛇（ハイドロサーベント）》
雷
1 《稲妻（ライトニング）》
2 《四筋の稲妻（フォーウェイライトニング）》
3 《狂乱する球雷（ブリッツボール）》
5 《雷雲の精霊（サンダースピリット）》
8 《稲妻の螺旋（サンダーストームヘリックス）》
9 《稲妻の魔竜（サンダーボルトドラゴン）》
風
1 《引き裂く突風（ブリーズブレイド）》
2 《吠えたける強風（ブリーズメイス）》
3 《切り裂く風（ブリーズシャムシール）》
5 《嵐の精霊（テンペストジン）》
《閃光（フラッシュ）》
第一階梯闇術。
一瞬だけ強い光を放つ。
《精神の剣（マインドソーズ）》
第一階梯闇術。
精神力を斬る力に変化して放つ。
アニメでは魔力を丸鋸の形状にして飛ばしていた。
《精神の槍（マインドスラスト）》
第一階梯闇術。
精神力を貫く力に変化して放つ。
アニメでは魔力の竜巻となっていた。
《精神の鎚（マインドビート）》
精神力を叩く力に変化して放つ。
《束縛（バインド）》
第一階梯闇術。
鎖を作り相手を束縛する。
《魂の紐（スピリットストリングス）》
半透明の紐でできており、《束縛》の鎖に比べて耐久度はないが、しばらく間は消滅せずどこまでも伸びる特性がある。
使い手によっては一時間も消滅せず保つことができる。
《万の眠り（スリープニアデス）》
第三階梯闇術。
相手を深い眠りに落とす。
《護法印（ヘクス）》
属性に特化した防御術を上げる。使いやすい一方、違う属性に対する効果は薄。
《青の護法印（ブルーヘクス）》
第一階梯防御闇術。
四方を囲む青い障壁を作り出す（風や水属性に有効）。炎や熱、全体攻撃は防げない。
《赤の護法印（レッドヘクス）》
第一階梯防御闇術。
炎や熱を遮断する赤い障壁（炎や雷属性に有効）。風や水属性、全体攻撃は防げない。
《上天の障壁（エイジャー グリッド）》
闇術の強力な防御技（上空に各属性に耐える防御壁を作る）。
ランクB上位やランクA以上の黒魔が複数人いないと使えない。
《傷跡の治療（ヒーリング）》
第一階梯治療の闇術。
素肌の上に直接魔法文字を綴り該当箇所を治癒する。
対象は安静にしていなければならず治癒にも時間がかかる。
資質に関係なく使えて術者の魔力の大小によって回復するので大抵の術者は効率を考えてこの闇術を使う。
アニメでは傷に手を当てて治療していた。
《神秘の回復（ミステイカルリカバリー）》
第三階梯回復闇術。
かけられた者の自然治癒能力を前借し、瞬間的に傷や病を治すことの出来る不思議な効力を持つ。
ただし、前借した期間は負った怪我や病は治らなくなる強力な副作用もある。
この闇術は大抵の術者では一日分の前借しか出来ないのであまり効果はない。だが、カルガ・リンは1ヶ月前借できる。
《蘇生の天使（エンジェリックレストア）》
第五階梯回復闇術。
魔力と資質を治癒力に換えて他者を治す。
反魂を用いると生命力を直接奪う最悪の闇術になる。
《羽毫の体現（デクリーズウエイト）》
第一階梯闇術。
自身の体重を限りなくゼロにすることができる。
《幻影の像（ファンタズマルヴィジョン）》
第一階梯闇術。
光学的幻影（分身）を作る闇術。自分のイメージによって幻影は作れるためイメージが強ければ何でも幻影で作れる。
《遥か見（マギスコープ）》
第一階梯闇術。
視力を上昇させる。
魔力に自信がある人なら一キロ先まで見えてランクSなら五キロ先を楽に見える。
作者のTwitterにて名称が変更される。
《抑制の場（サプレッションフィールド）》
結界系の闇術で、魂の無い存在を弱体化させる。
雷の禁呪の雷獣を白鉄に例えると、ランクBとCの中間くらいの雷獣を、ランクCとDの中間くらいまで弱体化させる大魔法。
しかし、使用者は発動中、身じろぎも出来ず他の闇術も使用することは出来ないことと、効果範囲が広いため調整が出来ないという欠点がある。
《月銀の槍（ムーンライトジャベリン）》
第五階梯闇術。
月光のような輝きを放つ槍を展開させ、相手に向けて飛ばす。
飛距離はあるが、命中率はそれほどでない。しかし、7巻で諸葉は側にいたシャルルを避け、魔神級異端者の核を正確に撃ち抜いた。
《霧消の場（ヴァシングフィールド）》
第六階梯防御闇術。
術者の周囲にしばらくの間、不可視の障壁を作り、術者に害を及ぼそうとする闇術を完全に無効化する。
強力で便利そうな防御闇術に思えるが術者の魔力や練度が加害者の魔力や練度を圧倒してなければ無効化できない。
もし術者の力及ばなかった場合はダメージの軽減すらされないため、普通に攻撃闇術を撃ち合った方が良いので相手を圧倒する力がないとあまり意味の無い闇術である。
ゴーレム
黒魔が認識票によって顕現させる前世で作り出した使い魔。闇術を行使する際のサポートを行う。
身体能力的に常人と変わらない黒魔が、白鉄による問答無用の直接攻撃に対抗するため、長い時間をかけて創り出した。
フランス支部では現代の材料で作製する技術が存在するが、初代PSGと九代目PSG以外に現代の物質だけでゴーレムを生み出した者はおらず、必ずどこかには認識票を使用する。
反魂（はんごん）
詠唱はそのままだがスペリングが右から左ではなく、左から右へ鏡文字を綴ることで本来あるべき性質を反転させる法（言魂ヲ反転サセル法）。
威力は甚大だが、人為的に暴走させた魔力の一部が逆流し使い手を傷付ける。
暴走させた魔力すらも完全にコントロールすると使い手を傷付けず、性質反転と威力上昇の利点のみを受けられる。しかしそのためには髪が白髪となるほどの荒行を必要とする。作中ではカルガ・リンと右腕を再起不能にされたシャルルが完全に修めており、シャルルは完全な白髪、カルガ・リンは元は美しい金髪がプラチナブロンドにまで色が落ちている。
作中では7巻で諸葉が魔神級に対して第三階梯の反魂を使用し、15巻で静乃が個人特訓で第五階梯の反魂を使用し、19巻以降はシャルルが普段使いし、21巻ではカルガ・リンも使用した。
個人特訓の際、静乃が無詠唱で放つ第五階梯の反魂が諸葉の第六階梯（詠唱有り）を相殺している。無詠唱による威力低下、第五階梯と第六階梯の威力の差、静乃と諸葉の魔力の差という3つの不利な条件を埋め合わせるほどに反魂による威力強化は大きい。
突き詰めれば人間の限界を超えることも可能で、それが禁呪であり、反魂は禁呪に至る鍵となる技術でもある。
禁呪（グリモア）
通常の闇術とは比べ物にならないほどの威力を持つ最高位の闇術。
第十三階梯まで綴りスペリングする必要はあるが、威力は折紙付きで使用すればその土地の地形を変えてしまうほど。そのため使用には政府の許可が必要となる。
2巻にて諸葉がエドワードを破るために禁呪をぶつけ、《夢石の面晶体》に囲まれているにも拘らず漏れ出た余波で地域全体に雪を降らせた。
また、5巻にて諸葉がヴァシリーサの禁呪を破るために禁呪をぶつけた際に、エカリテンブルクが内海に変わってしまいロシア政府も頭を抱えてしまうほど。
個人にしか使えないため固有秘法となっており、使える者は禁呪保持者（グリモアホルダー）と呼ばれる。
禁呪を使うには人の限界を超える魔力が必要となる。
元より人の限界を超える魔力を持つ規格外の存在を除き、反魂を用いて発動に足る魔力を絞り出す必要がある。しかも反魂を用いて禁呪を使用した場合、禁呪の成功・失敗に関係なく術者は必ず死に至る。
そのため実験も出来ず、発動は非常に困難で諸葉と静乃の前世では、砂漠化に悩まされていた国で水の禁呪により湖を作り出そうとする計画が立てられたが、第七階梯すら自在とする大魔術師が十人以上も挑戦し全員が失敗して命を散らせる結果に終わったという記録が存在する。
名称不明
諸葉と静乃が前世で編み出した技術。
二人の魔力を絡み合わせ、手を重ねて同時に詠唱、スペリングすることで、闇術の威力や射程を激増させる。
反魂の比ではない強化で、7巻で第五階梯闇術《月銀の槍》を二人でスペリングした時には、眩いほどの輝きを放つ巨大な槍となり、第八階梯以上の威力を発揮した。

#### 太極（インヤン）
光技と闇術を併用する諸葉独自の術理。魔力が通力を喰らって高まり、それに反発して通力が高まることで際限なく威力が上昇し、弩級の異端者を倒すほどにも至る。
11巻で六翼会議のレナード・ヴァン=パーシーが、アーリンの手によって作成された魔法道具によって使用していると思われていたが、18巻にて正確には太極とは違う技だという事が判明。名前が付いていないものもある。
名称無し1
第一階梯闇術《羽毫の体現》と光技《神足通》を掛け合わせた技。
体重を軽減し、超高速で移動する。また、普通の白鉄では届かない空高く飛び上がることもできる。
《天をも焦がす降魔の黒剣（クリカラ）》
光技の《太白》に、炎の第五階梯闇術《黒縄地獄》の掛け合わせた技。
一撃で川の水を蒸発させてしまう熱量を有する。
《万象咬み潰す九頭の皓剣（ハイドラ）》
第一階梯闇術《羽毫の体現》と光技《貪狼》、《熒惑》を掛け合わせ技。
《羽毫の体現》によって重力を軽減し、《貪狼》を9人に分身、体重低下による威力低下を森羅万象すらも切断する《熒惑》を使用することで解決した。九つの斬撃によって、相手をバラバラに斬り裂く。
《日天呑み降す常夜の白剣（エクシュキシュ）》
光技の《太白》に氷の第六階梯《氷結地獄》を掛け合わせた技。亮と宇佐子の熒惑《赤鬼》に対抗して使用し、引き分けても余波で雪を降らせた。
11巻にて直撃でなくとも、広範囲に広がる通力を伴った冷気によってダメージを与えることが判明。
《鳴神まつろわす霹靂の蒼剣（ナム・ドウルツク）》
光技《太白》に雷の第八階梯《稲妻の螺旋》を掛け合わせた技。百雷が束ねられ、天をも穿つ刀身となった神威の剣。
アニメ第一話で使用されたが、原作には12巻にて初めて使用された。
ヴリトラ
光技の太白に炎の第八階梯を掛け合わせた技。クリカラの上位にあたる技。アニメオリジナル。
剣聖フラガと冥王シュウ・サウラの力を一つの体に顕現させ、サツキと静乃がそれぞれ本当の力を覚醒し、三人の力を一つに纏めて放つことで謎の異端者エンシェントドラゴンを一撃で倒すことができた。
青白い炎をまとわせた剣を超巨大化させエネルギーを放ち攻撃をする。
作者のTwitterからの情報にて、作者が必要部分だけ決めただけらしく詳細については不明。

#### 固有秘宝 / 固有秘法（ジ・オリジン）
その者にしか使えない唯一無二の武具や闇術の総称。基本的に二人目が現れると外されるが、一部そのままになっているものもある。
《聖剣サラティガ（せいけんサラティガ）》
使用者：灰村諸葉、嵐城サツキ
諸葉が前世で使用していた武器で、鏡のような刃が特徴である。正真の聖剣。前世の世界の古語で『聖なる（サ）/輝きの（ラ）/刃（ティガ）』という意味。
コンドラートが操るレーシャを救うために、大量の通力を流し込んで無理やり顕現させた際は一撃を与えた後に自己崩壊してしまった。
諸葉は、聖剣の巫女であるサツキの通力を常に流されていた認識票を使うことで完全な状態で顕現させられる。
《魔剣レプラザン》が力を喰らいきれず崩壊させるほどの通力であっても問題なく使用でき、莫大な量の通力を注ぎ込んだ時にだけ神通力（アルスマグナ）に昇華させる能力を持つ。
諸葉のように絶大な通力量を持っていなければ神通力に昇華することができないため、他の白鉄が使うとあまり意味を為さない。ただし、7つの門を完全に開いたサツキは通力を神通力に昇華することが出来る。
貝利との戦闘では、諸葉が無理やり七門から直接引き出した神通力を濾過し、究極の力へと昇華させた。
《巫剣アーキュール（かんなぎのつるぎアーキュール）》
使用者：嵐城サツキ
《聖剣サラティガ》と同じく王家に伝わる宝剣。サツキの有り余る通力に耐えることができ、名剣の本領を発揮させて破壊力を収束させるための器として素晴らしく機能する。
実は終盤ではサツキの通力の量が更に増え、耐えられなくなってきてしまった。
原作1巻から登場していたが、7巻にて名称が判明。
《魔剣ガルガーンティガ（まけんガルガーンティガ）》
使用者：駿河安東
《聖剣サラティガ》と対となる正真の魔剣。前世の世界の古語で『光呑む（ガルガ）/邪悪の（アン）/刃（ティガ）』と言う意味。
この魔剣は危険過ぎてとある王家の墓に長年封印されていたが皇帝が強奪した。
この魔剣の特性は通力を走らせたら最後持ち主の意思に関わらず通力を吸い上げて無理やり神通力に換えてしまう、そして吸収量は莫大で大抵の持ち主は一瞬で干からびて絶命するため膨大な通力を持っていなければならない。
しかし、安東の場合は、多すぎる通力によって逆に《魔剣ガルガーンティガ》に限界が訪れ、何れ自己崩壊してしまう。
《魔剣レプラザン（まけんレプラザン）》
使用者：レーシャ
周囲にある通力と魔力を喰らい無効化する。
使用者の意思で能力のオンオフを切り替えることができる。能力がオンになっている間は周囲の通力、魔力を無差別に喰らうため本人も通力を使うことができない。オフの状態では刃に触れているもの、切ったもののみの通力、魔力を喰らう。そのため使用者は通力を使うことはできるが、《太白》などの刀身に通力を纏わせて使う光技は使うことができない。
喰らいきれない量の通力、魔力は無効化できない。
16巻にて、レーシャが自身の通力を吸わせることで呪力も喰らうことができる『正真の魔剣』となり、その威力は一突きで魔神級の呪力を吸いきり、屠るほどであるが、発動には時間がかかる。
《竜杖ナーグラヴィッツ（りゅうじょうナーグラヴィッツ）》
使用者：漆原静乃
静乃が前世で使用していた杖で、氷と冷気と水晶でできた竜の形をしたゴーレムに変化する。
静乃が反応できないような高速の攻撃でも自動的に防ぐ。ランクAの白鉄を倒すことができるほど強い。
前世にいた氷の蛟竜をシュウ・サウラとともに捕まえて素材に使った傑作のゴーレムである。
原作4巻にて登場したが、アニメでは第二話から顕現させている。
《饕餮カラスボラス（とうてつカラスボラス）》
使用者：漆原静乃
諸葉が前世で従えていた四体のゴーレムの内の一体を静乃が諸葉の認識票を用いて顕現した。
見た目は胴体が五メートル近い巨体の毛むくじゃらの雄牛型のゴーレム。
巨体ではあるが器用で俊敏性も高く使用者を守る性能も高い。
普通のゴーレムとは格が違い強さは別格でシュウ・サウラが造り出した四凶と畏れられた傑作。
《共工エイジャエイジャ（きょうこうエイジャエイジャ）》
使用者：漆原静乃
諸葉が前世で従えていた四体のゴーレムの内の一体を静乃が諸葉の認識票を用いて顕現した。
見た目は薄気味悪い人面の大蛇で、象でも絞め殺せそうなほど巨体をしている。
シュウ・サウラ曰く、魔術合戦用のかりっかりの特化ゴーレムで第五階梯以下の闇術を完全に無効にする。
並の黒魔ではこのゴーレムがいるだけで闇術が使えなくなり一方的に攻撃することができる。それゆえにシュウ・サウラが造り出した四凶と畏れられた傑作。
《混沌ルズガズリンケンス（こんとんルズガズリンケンス）》
使用者：カルガ・リン
諸葉が前世で従えていた四体のゴーレムの内の一体で、今はカルガ・リンが所持している。
諸葉の前世の世界から持って来た物であり、今世で顕現させたわけではないため、厳密には固有秘宝（ジ・オリジン）ではない。
見た目は黒犬のようであるが虎に負けないほどの体躯で七匹で一つのゴーレムで普段は使用者の影のなかにいる。
かりっかりの戦闘用ゴーレムで自律的に学習して効率的な戦術を編み出す。シュウ・サウラが幼少期に造り上げて、彼曰く偶然と幸運の産物で再現が二度と出来ない最初にして最強のゴーレム。シュウ・サウラが造り出した四凶と畏れられた傑作中の傑作。
カルガ・リンが持つ経緯はシュウ・サウラが、最強に最強の取り合わせは面白かろうと言ういたずら心。
《窮奇レンヅァイツヴァイ（きゅうきレンヅァイツヴァイ）》
使用者：カルガ・リン
諸葉が前世で従えていた四体のゴーレムの内の一体で、今はカルガ・リンが所持している。
諸葉の前世の世界から持って来た物であり、今世で顕現させたわけではないため、厳密には固有秘宝（ジ・オリジン）ではない。
見た目は有翼の虎で人を乗せることができるほどの大きな体躯を持ち、かつ飛翔能力を持つゴーレム。
人を乗せる飛翔能力を持つゴーレムの製作は誰もが夢見るがカルガ・リンが知る限り《窮奇レンヅァイツヴァイ》以外不可能である。
不可能を可能にしたこのゴーレムは代償に燃費が悪くて魔力を大量に使い魔力に自信があるものでもわずかな時間しか飛べないが常識はずれの魔力量を持つシュウ・サウラのために造ったゴーレム。制空権を取れるためシュウ・サウラが造り出した四凶と畏れられた傑作。
カルガ・リンが来世へと旅立つに当たり、シュウ・サウラが餞別代わりに授かったが彼自身が使うために造ったため、彼女が使うと少しの間しか飛べない。
《銀嶺アーガステン（ぎんれいアーガステン）》
使用者：エドワード・ランパード
白銀の甲冑。諸葉が《天をも焦がす降魔の黒剣（クリカラ）》で攻撃し続けてもヒビを入れることしかできないほどの圧倒的な防御力を誇る。
物理・光技・闇術・呪力、全てに絶対的な防御力を持つだけでなく、鎧の隙間から入ってきそうな液体や気体による攻撃も完全に防ぐ。
それでいて、自分は息ができる模様。
アニメでは盾と槍も合わせて顕現させており、Twitterにて三つあわせて銀嶺アーガステンであることが判明。
《移ろいの門（トランスポータル）》
使用者：四門万里、四門摩耶
数百キロ離れた場所に多数の人間を瞬時に転移させることができるが、色々と制約がある（一日に一回しか使用できない。繋ぐ場所をはっきりと思い浮かべなければならない等）。
摩耶が使用に成功したことから固有秘法から外されたが、その戦略的価値は些かも減じていない。
《帽子の下の小鬼（スプリガン）》
使用者：四門万里
一寸法師のような小さな鬼のゴーレム。
いつもは万里のトンガリ帽子の中にいて主の危機に帽子から出てきて、口を開けて深く息を吸い込むと魔法のように体積を膨張させて身の丈八寸の大鬼に変化させることができる。
《夢石の面晶体（フィールドオブドリーム）》
使用者：四門摩耶
現実世界の位相をずらすことで別の空間を作る結界闇術。
この結界の中で壊れた物はしばらくすれば、負傷した人は結界の外へ出れば元通りになる。ただし、結界の範囲を広くした場合は生物は元通りにならない。
結界を作成するには時間がかかる。多少の攻撃で壊れたりはしないが、諸葉の《エクシュキシュ》と熾場の《赤鬼》のぶつかり合いで崩壊した。
上記のように結果のキャパシティを超えてしまうと結界が壊れてしまい事象のリセットできず外に影響を及ぼす。
《摩訶鉢特摩地獄（コキュートス）》
使用者：灰村諸葉、漆原静乃（ただし、静乃は反魂を用いる必要があり使用すれば死に至る）
氷の禁呪。
広範囲に渡り極寒地獄を作り出す。
諸葉が使用した時は摩耶の結界の範囲を超えて作用したため、夏にもかかわらず街に雪を降らせてしまった。あまりにも強力で結界がなければ永久凍土と化してしまうほど。
その後、使用には日本支部の許可が必要になった。
シュウ・サウラの時も使用したことがあり、こちらは結界もなく使用したため辺り一面が永久凍土と化し、未来永劫雪に閉ざされた状態となっている。
18巻では静乃が使用し六翼会議の拠点「この世ならざる音楽室」の内部を極寒地獄に変えた。
《世界喰らいの蛇（ウロボロス）》
使用者：灰村諸葉
水の禁呪。
すべてを飲み込む魔海を作り出す。
ヴァシリーサの《天界十字軍》を飲み込んだ。
《無間地獄（ジ・アビス）》
使用者：灰村諸葉
炎の禁呪
一切の光も影もない色という概念すら存在しない深淵（せかい）を作り出す。
諸葉の魔力でも反魂を使用しなければ発動しない。
三次元宇宙にありえない色なので、人の目には灰色の炎に見える色あせた炎で永劫に燃え続ける。
《天界十字軍（クリューセルクルセイダー）》
使用者：ヴァシリーサ・ユーリエヴナ・モストヴァヤ
雷の禁呪
空を暗雲で覆い尽くし、そこから無数の雷獣と雷の巨人一体を召喚する。
発動の代償は広大な土地である。
《鳳扇ツァザルエー（ほうおうツァザルエー）》
使用者：ヴァシリーサ・ユーリエヴナ・モストヴァヤ
前世で三つの邑を滅ぼした魔鳥の魂を使って作製したゴーレム。炎を纏って《神足通》と同等のスピードで飛ぶ。
《一千六十三フィートの高座（オーヴァロード オーヴァウォッチ）》
使用者：シャルル・サン＝ジェルマン
空を縦横無尽に飛行することができる闇術。《羽毫の体現》や《神足通》でさえ不可能な高度を飛行するため、救世主同士での戦闘では一方的な攻勢になる。
《霜の巨人（フロストジャイアント）》
使用者：灰村諸葉
氷の第八階梯闇術。
極低温の冷気が巨大な拳の形をとって対象へ飛んでいき、凍結破壊する。諸葉以外に使える者がいないため、固有秘法とされた。
《霧氷鱗の魔竜（フロストウィルム）》
使用者：灰村諸葉
氷の第九階梯闇術。
極低温の冷気が束ねられ、軌道上の大気が凍り付き、光輝く細氷の鱗を持つ魔竜のごとく対象に襲い掛かり、着弾点から半径10メートル以内の何もかもを凍結させる。諸葉以外に使える者がいないため、固有秘法とされた。
《この世ならざる音楽室（ティル・ナ・ノーグ）》
使用者：ルイーズ・サン＝ジェルマン
どこか閑散とした境界を思わせる空間にパイプオルガンが置かれた空間。次元のずれた場所に存在し、演奏中は別の空間へと繋げることができる。
実は素体に要塞級異端者を丸々一体を使い作り上げたゴーレム。
また、駿河安東が扮する、巫女も時間はかかるが内部構造の変化は可能。
名称不明1
使用者：ダルコ
空間を繋ぐ鏡を作り出す闇術。
生き物は通ることができないが、闇術や声などは通り、ロシア支部では支部長の会合や粛清に使用されていた。
これを使えば安全圏に黒魔を置き、そこから強力な闇術を放つなど非常に有用。唯一の欠点は使用者のダルコが黒魔であることだが、大型の鏡を用い、白鉄がダルコと鏡を守るという戦法を取れば、他の黒魔は安全圏から焦らずに強力な闇術を使い放題になる。
名称不明2
使用者：ブレイズ
他人の影の中に入り、潜む闇術。
奇襲性が高く、影から現れての闇術は有効。
名称不明3
使用者：不明（フランス支部の元素衆の一人）
テレビカメラのような効果を持った水晶。
水晶周辺の映像をもう一方の水晶から見ることができる。
《大天使の光（フェザーオブアークエンジェル）》
使用者：カルガ・リン
治療の第七階梯結界闇術。
祈り続けることで、結界内の味方を自動的に光の羽根で治療する。
名称不明4
使用者：シルヴィオ
第十階梯闇術。
世界で唯一の第十階梯闇術。闇術は禁呪を除けば第九階梯が最高という定説を崩した。シルヴィオに使える者がいないため、固有秘法とされた。
《稲妻の螺旋（サンダーストームヘリックス）》
使用者：ヴァシリーサ・ユーリエヴナ・モストヴァヤ、灰村諸葉
雷の第八階梯闇術。
稲妻の槍が百本以上現れ、時間差で螺旋状に降り注ぐ。
元々はヴァシリーサしか使えなかったため、固有秘法とされてきたが、5巻で諸葉が使用し、固有秘法から外された。
《稲妻の魔竜（サンダーボルトドラゴン）》
使用者：ヴァシリーサ・ユーリエヴナ・モストヴァヤ、灰村諸葉
雷の第九階梯闇術。
無数の雷光がより集まって、蒼電の竜となり、対象に襲い掛かり焼き尽くす。
5巻で諸葉が《稲妻の螺旋》を使用したことを受けて、ヴァシリーサが使用し、固有秘法とされた。
9巻で要塞級異端者へ向けて諸葉が使ったことで固有秘法から外された。

#### 裏光技（うらこうぎ）
通力でなく呪力を使い普通の光技と異なる効果や特質を変化させた光技。
裏光技には向き不向きがあることに加え、一つの技を習得するのに膨大な修行が必要であり、二つ以上習得するのは難しい。ただし、石動迅は全ての光技を一通り使用でき、ヂーシンからは「呪力をまるで通力のように扱う」と称されている。
裏《金剛通》
通常の《金剛通》とは比べ物にならない強度を誇る。
窮めると、石動迅の裏《太白》すらも無傷で防ぐことができる。
裏《耐魔通》
通常の《耐魔通》を遥かに越える魔力攻撃、呪力攻撃への耐性を得ることができる。
窮めると魔力攻撃、呪力攻撃を無効化する。
裏《剛力通》
通常の《剛力通》を遥かに越えるパワーを得ることができる。
《崩拳》や《武曲》などの《剛力通》と他の光技の合わせ技も強力になる。
裏《崩拳》
裏《金剛通》と裏《剛力通》の合わせ技。石動迅しか使用できない。
裏《天眼通》
通常の《天眼通》よりもスローで見える。
窮めると、0.1秒先の未来が見える。
裏《天耳通》
通常の《天耳通》よりも耳が良くなる。
窮めると相手の心の声を聴くことができる。
裏《神足通》
通常の《神足通》を遥かに越える速度を出すことができる。
裏《貪狼》
反動もほとんどなく、分身のような速度で同時攻撃する。
窮めると身体の一部を分身させ、同時攻撃し続ける。
裏《巨門》
限りなく本物にしか見えない残像を生み出す。
窮めると一定時間の間、本物のように実体を持った残像を生み出せる。
裏《禄存》
窮めると光技、闇術、呪力攻撃を透過する。
最強の裏光技であり、諸葉や熾場亮のような概念の《熒惑》か、レーシャの覚醒した《魔剣レプラザン》や裏《内活通》による吸収攻撃以外に対し無敵。
裏《文曲》
窮めると何もないところを踏んで跳躍できる。
裏《廉貞》
窮めると物質を透過できる。
光技、闇術、呪力攻撃は透過できない。
裏《武曲》
ミサイルのごときスピードで直進できる。
裏《破軍》
反動がほとんどなく、瞬間移動をしたかのような速さで動く。
窮めると《巨門》程度の難易度で使用できる。
裏《内活通》
他者から生命力や通力、呪力を吸収し、自身の傷等を急速に回復する。
裏五星技
裏《太白》
通常の《太白》よりも遥かに高い威力を誇る。
裏《辰星》
裏《鎮星》
裏《太歳》
窮めると風に呪力を纏わせ、形、範囲を自由自在に操る。
裏《熒惑》
通常の《熒惑》よりも効果も規模も跳ね上がる。
石動迅は黒雷を操る。

### 異端者（メタフィジカル）
どこからともなく現れる人間世界に害をなす異形異端の生物。頭の数が多いほど強い多頭種や、尋常ではない生命力を持つ海魔種、光技が効き辛い邪霊種、《子（バグ）》と呼ばれる生物兵器を搭載する巨蟲種など、色々な種類が存在する模様。等級が存在しており、ランクSなしに倒せない《弩級（ドレッドノート）》や《要塞級（フォートレス）》も存在し、その上に存在する《魔神級（アークフィンド）》はランクSですら苦戦させられる。大きさに比例して強いとされていたが、魔神級は人間とほぼ変わらない。
正体は不可視によって誘拐され、《源祖の業》によって変化させられた人間の魂。要塞級までは人間の魂によって作られるが、魔神級は救世主の魂を使って作られる。魔神級の自己回復力は「妄執」の強さに直結するらしい。異端者化は一人一度しかなれないので同じ人から何度も異端者は作れない。また、一部の例外を除き《異端者》は同時に二体は操れず、無理すればどちらも暴走し二度とコントロールできなくなるというルールがあるため、一体ずつしか生み出せない。
弩級（ドレッドノート）
大きさが10メートル前後の異端者。ランクSなしには倒せないほど強い異端者であり、要塞級（フォートレス）が出現するまでは最強の異端者の分類であった。
要塞級（フォートレス）
実戦部隊の合宿時に初めて確認された異端者。大きいもので数百メートル、小さいものでも30メートルとそれまで出現していたものとは段違いの巨体を誇る。
さらに巨蟲種と多頭種とのハイブリッドや蛇霊種のバグを生み出すものなどこれまでに無い特徴を持つものも存在している。
ランクSなしには倒せない異端者であり、特に攻撃範囲が広いため、通常の異端者のようにただ数を揃えるだけでは討伐できず、討伐には、ランクAが前線で戦い、それ以外は黒魔をガチガチに守る布陣を敷く必要がある。
群体要塞級（ストロングホールド）
要塞級が複数体集まっている特殊な要塞級。
中心となる要塞級を護るように複数の要塞級が存在し、その内一体を倒しても中心となる要塞級や他の要塞級から呪力が倒された要塞級に送られ即座に復活する。
これが本来の要塞級の在り方ではないかとエドワードは推察している。
魔神級（アークフィンド）
救世主の魂を使って作られた異端者。
大きさや全体的な造形は人間と変わらないが、他の異端者と同じくその姿は醜悪である。
火力、機動性が今までの異端者とは段違いに高く、高い自己回復力を持っている上、特殊能力を持っている個体も存在する。しかも使用された魂の願望を歪めた形で喋る（正確にはテレパシーで伝える）ので、使用された魂の関係者に心理的な圧力がかかってしまうこともある。
機動性がこれまでの異端者より遥かに優れているため、これまでの対異端者戦術が役に立たない。
そして、心臓部分にある呪力できた黒い球体が半分位の薄さになると戦闘スタイルが変わりより強力な能力を使ってくる。
討伐には、ランクSがいないと話に成らず、他のメンバーもランクAのみで構成する必要があるが、それでも厳しい。
ただし、使用されている魂の強さが異端者の強さにつながることに加え、回復能力は魂の「妄執」の強さに左右されるため、個体差が大きい。
騎士級（ブラックナイト）
自らの意思で魂を捧げ、長い時間をかけて調整を施して《異端者》になった《救世主》たち。暗黒騎士とも。
理性と知性を持ち、会話も可能で、ランクAを越える実力を持つ。《異端者》としては最弱だが、各々の能力を活かして集団で戦えばランクSにも届き得る。
見た目は頭が動物で身体は人間の半獣半人で、戦闘服を身に付け、認識票で業物の武具を顕現させる。
サツキが名前を知っていたことから、フラガの居た世界の皇帝の戦士たちであると推測される。
自律行動しているためか、「《異端者》は同時に二体は操れない」というルールに抵触しない
通力と呪力の両方を纏い、通常の光技、更に呪力を使った裏光技を1つ窮めた《異端者》で普通の光技とはまるで違う性質がある。(石動迅以上の裏光技)
魔神級異端者を粗悪品と呼んでいるが、実際には強さ、再生能力、特殊能力全てにおいて魔神級は愚か、普通の《異端者》にも劣る（普通の《異端者》を単独で討伐できるとランクSであるため）。
天使級（フォールエンジェル）
他の《異端者》たちとあらゆる要素において別格で、本人そのままの人格と自意識を持ち造物主の命令すら受け付けず、どんな攻撃でもたちまちに復活してしまう最強不死身の《異端者》。
普通は何十年もの修行して肉体を捨てた仙人がこの境地に至るが、《異端者》の種を用いることでわずかの間で仙人になることができる（ただし、誰でも成れる訳ではなく魂が強い人間に限られる）。
未だに二体しか産み出せておらず、顕現条件も不明（最低でもランクS並の最高ランクの魂の強さを持たないといけない）。
天体級（ルナティック）
ランクS並みの最高クラスの魂を元に『群体要塞級（ストロングホールド）』の要領で生み出すことで生まれる最大の異端者。
強い弱いの枠を越えて、その大きさは星と言っても良く、《異端者》を生み出し、操る中継点として使え、前述のルールを無視し、《異端者》の生産・操縦に制約がない。
幻想級（ファンタズマ）
駿河安東の死後、世界各地で発生するようになった《異端者》。
各地の伝説や伝承の怪物を模している。
エンシェントドラゴン
アニメオリジナルの新種の異端者。見た目はドラゴンそのものである。
能力は闇術の反転詠唱による無効と使ってきた闇術をそのまま返す能力と瞬間移動と諸葉が今までに戦った全ての異端者の能力を持っている。
この異端者は諸葉の二つの前世で大切な人を奪っていった異端者である。

### その他
救世主（セイヴァー）
前世で英雄だった者が時間や場所を超え転生した人間を指す。主に《白鉄》と《黒魔》の二種類に大別され、それ以外の《救世主》は世界でも希少である。
機関の仮説によると魂の転生には数千万年単位の時間を要し、その長い時を経ても摩耗しない強靭な魂だけが救世主になると考えられている。そのため、基本的に前世の記憶は一人分であり、諸葉が現れるまでは二つ以上の前世を持つ救世主は観測されていなかった。
日本では中学3年生に目的非公開のテストを受けさせられる。これにて前世の能力を使うことができると判明した者は、『異端者』と戦う戦士候補として亜鐘学園にスカウトされる。この際、救世主と判明した者にはリスクとリターンが詳細に説明され、亜鐘学園への進学を決めると両親には素晴らしい進学校と説明が行く。
基本的に強い救世主はより多くの記憶(前世)の覚えており強い力を使える（諸葉は前世の記憶をあまり覚えてなくても強い救世主やサツキのように前世は鍛えていない救世主など例外は数人いる）。
摩耶のように早くから救世主に目覚めてしまうこともある。
《最も古き英霊（エンシェント・ドラゴン）》
二つ以上の前世の記憶を持つ救世主（二重輪廻転生者）を指す俗称。現状確認されているのは諸葉のみだが、それまでは理論上のみの存在だった。
「エンシェント・ドラゴン」という呼び名はサー・エドワードがつけたもので、二重輪廻転生には理論上一億年たっても劣化しない魂が必要とされるため、「そこまで強い魂はもう人間が持ちうるものではない」という意味で総称されている。
亜鐘学園（あかねがくえん）
日本の救世主の育成機関。日本以外にも存在するがレベルは日本より低い。
目的非公開のテストで救世主と判明した者を育成する機関。通常教育の他に座学と実習を行う。特に公用語である英語に重きを置いており、卒業後は大学へ進学することも出来る。実習では白鉄と黒魔に分かれて行われる。全寮制（個室で生活に必要なものは全て揃っておりシャワー、トイレも完備）で授業料免除となっている。
通常の部活も存在するがランクC以上で構成された実戦部隊がある。
石動迅の考案でリーグ戦制度を設け、リーグを以下の4つに分けて、目標を明確にすることで、成長を促す制度にした。
1. 黒魔が闇術のみで戦うメイジリーグ
2. 《太白》を習得していない白鉄が戦うノーマルリーグ
3. 何でもありのエキスパートリーグ
4. 二学期から行われる、一年生のみが戦うノービスリーグ

これらのリーグは、ペア戦のポイント制で一定ポイントを達するとランクCやBに昇格でき、リーグで優勝したペアはランクAへの挑戦権があり、エキスパートリーグは石動迅が、メージリーグは静乃が相手して勝つことが出来ればランクAになることができる（ランクA以上の実力者は参加を禁止されている）。
白騎士機関（オーダー）
異端者と戦うために救世主が集う機関。イギリスに本部を構え、日本、ロシア、フランス、中国、アメリカに支部がある。
本部と各支部にランクSかそれ以上に相当する『六頭領』と呼ばれる者が本部長および支部長の座に就いており、白騎士機関は彼等を長として運営されている。
前世の記憶があるため『若いから見識がない』という常識は当てはまらず、若くして幹部になる者も多い。
世界支配に乗り出そうとする過激派もいる（ロシアとかつてのフランス）。
白騎士機関の結成には駿河安東の意見が多く反映され、組織の運営には本部長であるエドワードのご意見番としてカルガ・リンの意見が多く反映されている。
実は、白騎士機関は、諸葉の前世である冥王シュウ・サウラと駿河安東という二人のバケモノが黒幕であり、互いが互いの目的を達成するために結成されていた。駿河安東は前世で世界を支配する悪の皇帝が失敗したため、今世は英雄として立ち、世界中から『陽の娘』の転生者（サツキ）を探し出す目的で。シュウ・サウラは、自身の前世である剣聖フラガの宿敵（駿河安東）を今度こそ絶対に倒すため、自身の来世である諸葉と共に戦う仲間を育て上げる目的で。つまり、白騎士機関と異端者を巡る全ての戦いは、諸葉と駿河安東の前世より続く戦いであったと言える。
対異端者機関（AMS）
通称アスラ機関。
駿河安東の乱（アンドー・ショック）の後、世界中で神話や逸話を元とした異端者である幻想級異端者（ファンタジア）が世界各地に現れるようになったことで、ネット配信事業会社と提携し、白騎士機関から世界規模の組織となった。支部の数は13。
ランク
救世主は、対異端者における戦力を基準として、下からD・C・B・A・S・SSとランク分けされている。初期は、Aは各支部で10人ほど。Sは（諸葉を入れて）機関全体で7人。SSは日本支部長と中国支部長の2人だった。
最終的には、Sは7人（諸葉がSSに昇格し、雷帝が死亡したが、新たに石動とシルヴィオが加わった）、SSは諸葉と中国支部長の2人と人員は多少入れ替わったがランクS以降の人数は変化しなかった。戦闘能力はランクSS相当の貝利にランクが付けられたのかは不明。
ランク認定は学生は「弟子階級」のランクD、正式に認定を受けた人は「一般階級」のランクC、救世主の中でも秀でていると認められると「精鋭階級」のランクB、他の追随を許さない高みに到達した者は「真打階級」のランクA、異端者を単独討伐できる正真正銘の救世主たちを「特別階級」のランクS、救世主の中の救世主と意でランクSSと大別している。
ランクSとランクAでは天と地の差がある。
ランクS以上は人の皮を被った化生（バケモノ）である。
ランク付けは異端者に対する戦力であるため、救世主の強さ＝ランクとはならない。なぜなら、異端者は巨大且つ鈍重であることが多く、攻撃を当てることや敵の攻撃を避けることは難しくなく、寧ろゴリゴリとダメージを与えて短時間で討伐することが求められる。そのため、火力が何よりも重視されているが、救世主同士の戦闘では、通常通力の低い救世主の《太白》であっても《金剛通》で完全に防ぐことはできず、攻撃を避けることが基本となり、遅い高威力の攻撃よりも素早い低威力の攻撃の方が脅威となる。また、戦闘技術や経験も重要となる。
ちなみに亜鐘学園へ入学するとランクD。卒業試験に合格し、白騎士機関に入るための資格を得た者をランクCと定められているが既にそれ以上の実力があると認められた場合は学生であってもランクC以上に認定される。
認識票（IDタグ）
学生証の役割を果たし、アメリカ支部長によって作成されて支給される。アーリンしか作成できないためかなりボっており、その収入がアメリカ支部の資金源なっている。お得意先はシャルル率いるフランス支部。
通力あるいは魔力を流すことで、記憶を元に前世で自分が使っていた武器やゴーレムを顕現させることができる道具。込めた想いが、記憶が強ければ、どんな奇跡の武具やどんなゴーレムだって創造できる。
普通は武器を顕現させるほどの確固な記憶を複数、イメージすることが難しいので自分が一番得意とする武器を1つ、そのイメージを日々練磨するのが普通である。
諸葉曰く、複数の武器を顕現させるより最高に強力な武器を1つ顕現できるようにイメージを鍛える方が王道で、複数の武器を顕現させるのは強力な武器を顕現できず、普通の武器のイメージしか鍛えることしかできないため邪道と言っている（前世で業物とか使わずに戦っていた救世主に見られる傾向があり、悲しい戦闘スタイルである）。
壊した場合は始末書を書かされ、小言も言われる貴重な物。アーリンの指示で壊れた認識表は回収されアーリンの保管庫に全て保管されており、お気に入りは諸葉とエドワードが戦った時に壊れた物。
戦闘服（せんとうふく）
白鉄であれば通力で、黒魔であれば魔力で強化されるアメリカ支部長の作製した魔法道具の一つ。
諸葉は前者を使用していたが、11巻にてアーリンが作製した専用の物を使用するようになり、それは通力と魔力の両方で強化される。
実戦部隊（ストライカーズ）
亜鐘学園の学生で構成される異端者と戦う部隊。正規隊員は14人。ランクC以上の力があると判断されれば正隊員として、ランクCに近い実力であれば予備隊員として認められる。名目上は奨学金だが、毎月大卒初任給を遥かに超える給料が支払われる。当代の《実戦部隊》は黄金世代と呼ばれ、学生でありながら日本支部屈指の戦績を誇る。黄金世代と呼ばれているほとんどはランクB。
11巻にて三年生の卒業により、戦力弱体化が懸念されている。特に黒魔の実力が下がってしまう（黒魔の力が半減以上になる）。
白鉄（しろがね）
光技を使う《救世主》の日本での呼び方。ライトセイヴァー。
白鉄はタイプがあり、スピード特化タイプやパワーとタフネスを持つ戦車タイプなどがある。諸葉、ヂーシン、馬迭戈のように強力な白鉄であれば隙がなくなっていくためタイプは関係なくなるが、非常にハードルが高くエドワードでさえ戦車タイプとされる。
対異端者戦闘では火力が重視されるため、一般的に白鉄の実力や才能はほぼ通力の大小で決まってしまう（色が同じなら通力が多い方が強い）。
ただし、救世主殺しの救世主は特殊な武器や特殊な源祖の業により通力が少なくてもランクAの人を簡単に倒してしまう実力がある（人喰いや不可視など）。
万能タイプ
迅、アンジェラなどが属するタイプ。
通力の量、攻撃力・防御力・速度への変換効率のバランスが良いタイプ。
ランクAの多くがこのタイプ。
戦車タイプ
サツキ、ソフィア、エドワードなどが属するタイプ。
通力の量が多く、パワーとタフネスへの変換効率に秀でたタイプで、『攻撃は易し、防御は難し』の原則から、通常光技や闇術、異端者からの攻撃に対して防御という選択肢は最後の手段とされる中、普通に防御という選択肢が行える、対異端者、対救世主ともに非常に強いタイプ。
それでも《金剛通》でスピード特化タイプの《太白》すらも完全に防ぐことは不可能だったが、諸葉が編み出した《金剛通》と《玉兎》の間の応用技によって、一定以下の威力の攻撃であれば光技であっても完全に防げるようになった。
通力が多いため、使用者の少ない《太歳》を比較的簡単に使えたり、《天眼通》の見える距離も長くなるなど光技全般が強力になるが、《神足通》や《辰星》など素早く小器用なことは苦手なことが多い。
通力が多くなり過ぎると、余程の名剣等でなければ《太白》を使っただけでも壊れてしまうという欠点もあるが、現代には素材を吟味すれば前世の普通の武器よりも強固なものが存在するため、ソフィアなどはこちらにシフトしている。
スピード特化タイプ
春鹿、レナードなどが属するタイプ。
通力の量は少ないが、《神足通》が得意で、通力のスピードへの変換効率が高いタイプ。
対異端者戦闘では火力が重視されるため、通力が少なく攻撃力に乏しいこのタイプは才能がないとされるが、救世主同士の戦闘では、究極的にはスピードで翻弄し、一切触れられないまま一方的に攻撃して相手を倒すことが可能となる（戦車タイプであっても、普通の《金剛通》では、スピード特化タイプの《太白》すらも完全には防げないため、一方的に攻撃し続ければいずれは勝利できる）。
訓練量が大きく影響する《神足通》を突き詰めるだけでなく、思考の速度を鍛え、思考においても絶えず相手より先をいく必要があり、訓練が目に見える強さに直結し難いため苦労はするが、極めると強いタイプ。
暗殺者タイプ
太郎、初介などが属するタイプ。
通力の量が少なく、秀でたものがない最弱のタイプで、前世で英雄ではなく、暗殺者などをしていた人に多い。
《神足通》の中の《廉貞》《禄存》《文曲》《巨門》など才能ではなく、努力のみで高めることができる部分しか伸ばすことができない。
技巧タイプ
ヂーシン、迭戈が属するタイプ。
《源祖の業》に頼らない武術、剣術等を磨くことで結果的に光技が強力になるタイプ。
通力量に見合わない威力の光技を使用する。
通力を封じられても戦闘可能。
通力（プラーナ）
光技を使用する時に使う力。体内にある七つの門を開き、そこから汲み取った力。作者のTwitterにて通力の色が純粋なほど強く、色分けされているが、特に法則性はなく作者のイメージなどできめていることも明かされている。
どんな白鉄でも持ってる通力は必ず有限なので、攻撃にどれだけ回すか防御にどれだけ回すか速度にどれだけ回すかやりくりしながら戦う必要がある。
神通力（アルスマグナ）
《聖剣サラティガ》と《魔剣ガルガーンティガ》によって通力を濾過し、より純粋にした力。
三次元世界で最も美しい輝きを放つ。
これによって光技を使うと通力の時とは比べものにならない効果になる。
調息という特殊な呼吸法（連氣の極意）で、《内活通》を極め、天地自然の氣を取り込んで魂を純化することでも時間はかかるが通力を神通力にすることができ、これを繰り返すことで肉体を捨てた仙人になれる。
諸葉は貝利との戦いで《聖剣サラティガ》を使わず無理やり七門から直接神通力を引き出した。
使用者：灰村諸葉（《聖剣サラティガ》、無理やり七門から）、嵐城サツキ（《聖剣サラティガ》）、馬迭戈（調息）、ルー・ヂーシン（調息）、駿河安東（《魔剣ガルガーンティガ》）
名称無し
神通力を更に《聖剣サラティガ》で濾過した究極の力。
神の力である神通力すら越えた究極の力で、形容する言葉が存在しない。
諸葉が貝利との戦いで《聖剣サラティガ》を使わず、無理やり直接神通力を七門から引き出し、それを《聖剣サラティガ》で濾過した
黒魔（くろま）
闇術を使う《救世主》の日本での呼び方。ダークセイヴァー。
身体能力的には常人と変わらないが、光技に比べ、威力と範囲に優れている（第三階梯闇術ですらランクAの《太白》や《太歳》にも勝るほど）ため、非常に強力。
第五階梯闇術は大魔法なので使える黒魔はランクAでなければ使うことすらできない（第五階梯以上の闇術となれば使い手はほんの一握りである）。
優秀な黒魔は少なくて、フランス支部以外の支部は黒魔不足で頭を抱えている（イギリスは一人、日本は二人しか居らず中国には一人も居ない）。
優秀な黒魔とはその場で最適な力を最適に使いこなせる者をいい、ただ高階梯の闇術を使えるだけの者は優秀な黒魔とは言わない。
例えば、シュウ・サウラは高階梯の闇術よりも第三階梯の闇術の方が消費魔力・威力・スペリング速度による回転数を総合すると、時間当たりの与ダメージが多いと言っており、通常の戦闘では時間をかけて第五階梯や第六階梯を使うよりも、第三階梯を多用する方が優秀な黒魔と言える。
魔力（マーナ）
闇術を使用する時に使う力。世界に溢れている力を奪って変換した力。
魔力の色は全て黒で通力のように色の違いはない。ただし、諸葉から見れば魔力制御が高いほど美しく見える。
妖精力（レプラカーナ）
アメリカ支部長であるアーリン・ハイバリーが、魔法道具（アーティファクト）を作る際に使用する力。また、戦闘時には自身の魔法道具に込めて使用している。
仙人（せんにん）
通力や魔力が豊かでよく練ることが出来る救世主が、特殊な修行法で突き詰めて肉体を捨て、昇仙した存在であり、迭戈と貝利のみが該当する。これによりなにも食べなくても何百年も生きていける。
方法は二つ存在する
1. 調息という特殊な呼吸法（連氣の極意）で、《内活通》を極め、天地自然の氣を体内に取り込み、自らの魂を純化していき、通力を神通力に昇華させる。これを何度も繰り返すことで肉体を捨て、通力で自らの肉体を構成する解脱法。欠点は人の負の感情を溜めすぎると動けなくなることであり、迭戈はこれを死と同義としている。
2. 解脱法とは逆に、呼吸を完全に止めて24時間《内活通》で生命活動を維持し、一切自然の氣を体内に取り入れないことで魂の根源の力を目覚めさせ、呪力を引き出す。これを長い間行うことで肉体を捨て、呪力で肉体を構成する尸解法。こちらは特に欠点がない。

太陽の揺篭
フランス支部の前身となった魔術結社で、救世主が政府に認知されるよりも遥かに昔から、闇術の修練とゴーレムの研究を行っていた。
所属黒魔は固体・液体・気体・力体・霊体によるゴーレム練成の秘儀に通じる『元素衆（レ・エレマン）』と呼ばれ、『=1（ル・ブルミエ）』は『=2』以下を従える幹部がいる。
初代PSGは現世に存在する物質のみを使いゴーレムを作ることができ、それが『太陽の揺篭』のゴーレムの基礎術式となっている。
他の魔術結社からすれば、魔術研究とはいわゆるオカルトの儀式を行うことであり、「本当に魔術が使えてしまう」『太陽の揺篭』は異端であり、そのトップであるPSGは『異端の魔術師』と呼ばれる。
呪力（サターナ）
異端者の力の根源。魂の力らしく、迅やルー・ヂーシン達が使用していた。
呪力によって森羅万象に干渉すると個々に特徴的な効果を発揮する。
また、呪力を光技に使用することもでき、その場合普通の光技と効果や特質を変化させるこの事を裏光技と名付けている。
中国支部長曰く、呪力は人間の負の力そのものらしい。

## 制作背景
もともとあわむらは幼少期から『魔術士オーフェン』をはじめとするライトノベルに親しんでおり、本作の企画段階の仮タイトルは「我が鉄剣に宿れ業火」だった。あわむらは「とてもカッコいい主人公の燃える痛快バトル」「ダブルヒロインとの萌えるイチャラブ」という二つを描きたいと考え、最強の剣士だった前世と最悪の魔術師だった前世という二つの前世を持つ主人公に永遠の絆を誓った嫁を一人ずつ登場させるという設定を作り上げた。また、挿絵は『あるいは現在進行形の黒歴史』に引き続き、refeiaが担当した。初期案における全体設定では、魔術師は武器を持たない予定だったが、refeiaからせめてヒロインの一人である静乃には持たせたいということで、気合の入った杖のデザイン案を提出したところ、あわむらもインスピレーションがわいてきたことからすぐに採用された。
初期案におけるサツキはただのお姫様という設定だったが、初稿を読んだ担当編集者のまいぞーからキャラクターの薄さを指摘され、思い悩む中で「妹だけど前世じゃないから関係ないよね」というフレーズを思いつき、現在に至った。
第1巻は、主人公である諸葉、前世からのパートナーであるサツキと静乃の三人の物語と位置付けられており、主人公である諸葉のキャラクターとしての根底を描くように心がけた、とあわむらはGA文庫のブログの中で説明している。また、自分の考えるかっこいい主人公像を読者に受け入れてもらえるよう、丁寧に描いたとも話している。他方、諸葉は二度の前世で正義のために戦った結果、強力過ぎたがゆえに世界を敵に回してしまったという背景から、正義ではなく自らの信念の実に戦う人物として描かれており、16巻ではそのことが強調されている。なお、一部キャラクターは第1巻の時点で登場しているが、読みやすさを優先するため名前を伏せつつも、後から読み直すと誰の発言かわかるように仕掛けが施された。一方で、あわむらは該当者の一人である春鹿については、今読んでも違和感があり、キャラクターの練り込みが足りなかったとも振り返っている。
2巻は静乃を主体とした内容であり、すべて彼女が持って行ってしまったとあわむらは振り返っている。また、この巻では諸葉が初めて禁呪を使う内容であり、とても力を入れたとあわむらは振り返っているほか、まいぞーを通じて読者から好評であることを聞かされてうれしかったとも話している。3巻は静乃の活躍が表テーマに据えられた一方、裏テーマとして「魅力的なライバル」が据えられている。諸葉のライバルである白騎士エドワードと御付のAJは書いていて楽しく勝手に筆が乗ったとあわむらは振り返っている。
原作小説第1巻の売上が好調だったことから長期シリーズ化が実現し、あわむらは自身が描きたかった「前世では『世界の敵』扱いだった諸葉だけど、現世では素晴らしい仲間たちに恵まれたからもう一人じゃない」という要素を描くことが可能となったと話している。また、あわむらは長期シリーズ化に伴って作品の世界観が大幅に拡大したことで、サブキャラクターたちに焦点を当てることや、六頭領の面々とその会議の風景を描くことが可能となったとも話している。
第4巻はレーシャを主題としており、マヌケでかわいくも壮絶な過去を持つレーシャを、諸葉が怒りを以て救い出すという王道の物語を、面白くなるように力を込めたとあわむらは説明している。
なお、レーシャの背景情報は初稿の時点で決まっていたものの、性格の骨子がなかなかできず、場面ごとに言動が不安定になっていたため、ケース別のショートストーリーを書き続けることで骨子をつかんだ。また、諸葉の担任である田中先生の正体や結末は1巻執筆前の構想の時点から決まっていたものの、いつ正体が明かされるかわからなかったため、さりげなく強者の雰囲気をだすようにしていたという。
第5巻では、作品テーマの都合上最後まで無双と蹂躙で通すのはおかしいと思い、AJを登場させたり、仲間たちが駆け付けるという展開にしたとあわむらは説明している。また、この巻ではシリーズで初めて日本国外を舞台としており、執筆に当たっては東京都内のロシア料理店に取材に行き、作中においてもロシア料理が登場する。
第6巻の主要人物で、諸葉のもう一人のライバル・シャルルは構想段階から存在しており、彼の「世界最強の《闇術の使い手》は――このオレだ」という決め台詞もこの時点からあった。シャルルについて書きたいという思いは6巻で最高潮に達し、その場面を書けたときは最高のカタルシスだったと振り返っている。
第7巻についてはプロットの段階で躓いてしまったため、担当編集者との話し合いの末、ストーリーの大筋を変えずに、初稿にはいなかったネリーこと白井宇佐子を新キャラクターとして出すことになった。
また、この巻で登場するヂーシンと高梨恭子はいずれも諸葉を困らせる役回りで以降の巻においても登場する。うち前者についてあわむらは愛着がわいていると話し、好きな人には理解されてもらえるとする一方、さすがにしつこいと知人から言われたこともあったという。一方、後者については狂言回し以上の存在にならなかったと振り返っている。
第8巻は「GA文庫マガジン」に寄稿した短編を中心に収録されている
うち春鹿を主題とした短編は、1巻刊行前に執筆しており、試読用としてWEB掲載した後、加筆修正して収録したという経緯があり、9巻で彼女が表紙を飾ることが決まっていたことも収録の理由である。
9巻はライバルたちの共闘が描かれており、諸葉がヒロインズや実働部隊以外を連れて戦う場面は第一次白騎士機関総力戦だからこそともあわむらは話している。
また、この諸葉より強い存在が現れたのもこの巻が初めてである。そのキャラクター、馬迭戈との特訓の場面は読者に受け入れられるか不安だったが、ライトノベルの読者はネットで言われるほど狭量ではないと信じていたとも話している。
アニメ放送回と前後した10巻では、万里が亜鐘学園を設立した理由や、熾場亮との戦いが描かれている。亮は諸葉と対比的な人物として生み出された。
第10巻が最後の登場となる厳は傲慢な人物として描かれており、あわむらはこのようなキャラクターを読むのも書くのも好きなので、愛着があった分末路には悩んだと話しており、テレビアニメ版での展開を踏まえ、ゲスキャラとしての美学を貫くという意味でどうしようもない奴として描き切ったと振り返っている。
第11巻では諸葉がアメリカに行くという物語である。第12巻は第11巻の裏で起きた出来事を扱っており、戦闘シーンが中心となっている。ピンチが続くという内容から7巻のようにプロットで問題が生じる心配があったが、杞憂だったとあわむらは振り返っており、サツキを筆頭に精神が強い者たちが多いおかげで、応援したくなるような物語に仕上がったと語っている。なお、初期案で考えていた諸葉の帰国手段はテレビアニメ版で使ってしまったため、先読み防止ということで別の案が使われた。
第13巻は短編集である。校長が石動に交代するまでのエピソードは、万里が六翼会議に誘拐されることを思いついてから次々と思い浮かんだという。
第14巻においては、諸葉が静乃の実家へ行ったり、シャルルと亮が対決する物語である。このほかにも、以前から存在がほのめかされていた諸葉の叔母・エリカに関する伏線がこの巻で回収されている。
諸葉が静乃の祖父・玄蔵と対決するシーンは初稿から大幅にカットされており、担当編集者のまんぞーは玄蔵が目立ちすぎると話がぼやけてしまうと振り返っている。この巻を初出とする貝利仙女は、日本支部代表の駿河安東に仕える存在としてかっこいいだろうという理由からあ、綿密な伏線もなしにいきなり出してしまったとあわむらは明かしており、まんぞーから魅力的と言われた際は、ポロっと出した甲斐があったと振り返っている。また、初稿で安東の死体の代わりとして用いられた紙人形は彼女の宝具だったという流れがわかりにくいということで話し合いが重ねられた。これについてあわむらは各勢力が先々の戦略を見据えた上でフェイクをかけまくるため読みづらくなってしまったかもと振り返っている。
三度目の短編集となる17巻では、「異色」の短編が組まれた。
18巻では、静乃の前世が主題となった。同巻の主要な敵キャラクターであるレナード・ヴァン＝パーシーは、1巻を読んだ同業者の逢空万太からの提案を基にしている。また、諸葉との決戦は初期から構想されており、そこに至るまでの道のりも意識したうえで出番の多い敵役として位置づけていた。
19巻から最終巻まではたった1日間の激戦を描いており、サツキがキーパーソンとして位置づけられている。20巻は亮の学生時代や、田中先生の正体、そして真のラスボス・駿河安東の計画が明かされている。この巻は1巻のセルフリメイクに近い物語であり、あわむらは亮の学生時代の物語の執筆に当たっては常に1巻を参照していたが、似て非なる物語を書くのが意外と楽しかったと話す一方、この世代の年表を作っていなかったため、情報のサルベージにも苦労したとも振り返っている。また、この巻では過去と現代の時間軸が交錯する内容であり、初稿は「現代軸は諸葉の視点」「過去軸は亮の視点」だったものの、これでは章ごとのつながりが悪く、話が分かりにくくなってしまったため、決定稿ではいずれの軸も亮の視点で描かれることとなった。これによって、亮の視点ながらも、諸葉の主人公たる所以がつたわってくるとまいぞーは話しており、あわむら本人も同業者から評判だったと振り返っている。
21巻では構想の段階から温めていた諸葉と田中先生の戦いが描かれるほか、叔母の正体も明かされる。この巻の執筆状況について、あわむらは構想時からあった結末周辺のアイデアや書き溜めていたアイデアを次から次へと書いていき、楽しかったと振り返っている。また、この巻で初めて「プロローグ」が出ており、まいぞーはGA文庫のブログの中で「言い換えればここまでの21巻は前日譚」だと説明している。

## 既刊一覧

### 小説
- あわむら赤光（著）・refeia（イラスト） 『聖剣使いの禁呪詠唱』 ソフトバンククリエイティブ→SBクリエイティブ〈GA文庫〉、全22巻
  1. 2012年11月30日初版第一刷発行（11月15日発売[20]）、ISBN 978-4-7973-7195-6
  2. 2013年2月28日初版第一刷発行（2月15日発売[21]）、ISBN 978-4-7973-7305-9
  3. 2013年4月30日初版第一刷発行（4月15日発売[22]）、ISBN 978-4-7973-7363-9
  4. 2013年8月31日初版第一刷発行（8月12日発売[23]）、ISBN 978-4-7973-7472-8
  5. 2013年11月30日初版第一刷発行（11月15日発売[24]）、ISBN 978-4-7973-7523-7
  6. 2014年2月28日初版第一刷発行（2月15日発売[25]）、ISBN 978-4-7973-7556-5
    - 「ドラマCD付き限定特装版」同日発売[26]、ISBN 978-4-7973-7557-2

  7. 2014年5月31日初版第一刷発行（5月15日発売[27]）、ISBN 978-4-7973-7741-5
  8. 2014年8月31日初版第一刷発行（8月15日発売[28]）、ISBN 978-4-7973-8016-3
  9. 2014年11月30日初版第一刷発行（11月15日発売[29]）、ISBN 978-4-7973-8167-2
  10. 2015年1月31日初版第一刷発行（1月15日発売[30]）、ISBN 978-4-7973-8248-8
  11. 2015年2月28日初版第一刷発行（2月14日発売[31]）、ISBN 978-4-7973-8234-1
    - 「ドラマCD付き限定特装版」同日発売[32]、ISBN 978-4-7973-8235-8

  12. 2015年6月30日初版第一刷発行（6月15日発売[33]）、ISBN 978-4-7973-8332-4
  13. 2015年8月31日初版第一刷発行（8月15日発売[34]）、ISBN 978-4-7973-8481-9
  14. 2015年10月31日初版第一刷発行（10月15日発売[35]）、ISBN 978-4-7973-8523-6
  15. 2016年2月29日初版第一刷発行（2月15日発売[36]）、ISBN 978-4-7973-8619-6
    - 「ドラマCD付き限定特装版」同日発売[37]、ISBN 978-4-7973-8618-9

  16. 2016年6月30日初版第一刷発行（6月15日発売[38]）、ISBN 978-4-7973-8737-7
  17. 2016年8月31日初版第一刷発行（8月12日発売[39]）、ISBN 978-4-7973-8886-2
  18. 2016年10月31日初版第一刷発行（10月15日発売[40]）、ISBN 978-4-7973-8944-9
  19. 2017年2月28日初版第一刷発行（2月13日発売[41]）、ISBN 978-4-7973-8970-8
  20. 2017年6月30日初版第一刷発行（6月15日発売[42]）、ISBN 978-4-7973-9181-7
  21. 2017年10月31日初版第一刷発行（10月13日発売[43]）、ISBN 978-4-7973-9383-5
  22. 2018年6月30日初版第一刷発行（6月15日発売[44]）、ISBN 978-4-7973-9705-5

### 漫画
- あわむら赤光（原作）・refeia（キャラクター原案）・七桃りお（作画） 『聖剣使いの禁呪詠唱』 KADOKAWA〈角川コミックス・エース〉、全4巻
  1. 2014年12月26日発売[45]、ISBN 978-4-04-102465-2
  2. 2015年1月26日発売[46]、ISBN 978-4-04-102466-9
  3. 2015年8月26日発売[47]、ISBN 978-4-04-103339-5
  4. 2016年2月26日発売[48]、ISBN 978-4-04-103782-9

## テレビアニメ
2014年2月にはアニメ化が発表され、2015年1月より3月までテレビ東京ほかにて放送された。
第7話では本作と同じ原作スタッフによるライトノベル『あるいは現在進行形の黒歴史』が作中作のアニメ映画として登場している。

### 制作
キャスティング
ソフィア・メルテザッカー役のMachicoは本作が初めてのレギュラー出演となった。Machicoは2023年のインタビューの中で、当時は台本チェックの方法を知らず、共演者の台本に書いてあったマークなどを盗み見ながら、台本チェックの仕方などを学んだと振り返っている。

### スタッフ
- 原作 - あわむら赤光（GA文庫 / SBクリエイティブ刊）[6]
- キャラクター原案 - refeia[6]
- 監督・音響監督 - 稲垣隆行[6]
- シリーズ構成 - 山口宏[6]
- キャラクターデザイン - 石川雅一[6]
- サブキャラクターデザイン - 渡辺はじめ[6]
- 総作画監督 - 石川雅一、渡辺はじめ[6]
- メタフィジカルデザイン - 朴性厚[6]
- 武器デザイン - 小菅和久[6]
- 美術監督 - 池田繁美[6]、丸山由紀子[13]
- 美術設定 - 池田繁美、大久保修一、友野加世子
- カラーコーディネイト - 海鋒重信[6]、大武恭子[6]
- CG監督 - 植木麻央[6]
- 撮影監督 - 松井伸哉[6]
- 編集 - 柳圭介[6]
- 音楽 - 坂部剛[13]
- 音楽制作 - ZERO-A[50]
- 音楽プロデューサー - 工藤智美[50]
- プロデューサー - 八塚敬昌[50]、岡澤俊介[50]、宮崎誠司[50]、中山卓也[50]、清水美佳[50]、田中利明[50]、松村俊輔[50]、城野陽一[50]、吉田敦則[50]、盛谷尚也[50]
- アニメーションプロデューサー - せきやまあきひろ[50]
- アニメーション制作 - ディオメディア[6]
- 製作 - ワルブレ製作委員会[6]

### 主題歌
オープニングテーマ「緋ノ糸輪廻ノGEMINI」（第2話 - 第12話）
作詞 - 宝野アリカ / 作曲・編曲 - 片倉三起也 / 歌 - petit milady
第1話ではエンディングテーマとして使用。
エンディングテーマ「マグナ・イデア」（第2話 - 第12話）
作詞 - 中村彼方 / 作曲 - 俊龍 / 編曲 - Sizuk。 / 歌 - fortuna
挿入歌「キラリア」（第12話）
作詞 - 中村彼方 / 作曲 - 俊龍 / 編曲 - Sizuk。 / 歌 - fortuna

### 各話リスト
| 話数 | サブタイトル                                   | 脚本     | 絵コンテ       | 演出            | 作画監督                                                              |
| ---- | ---------------------------------------------- | -------- | -------------- | --------------- | --------------------------------------------------------------------- |
| 1話  | 転生せし者 -The Reincarnater-                  | 山口宏   | 稲垣隆行       | 稲垣隆行        | 小菅和久、斉藤和也 依田正彦、seo jung duck ju hyun woo、shin min seop |
| 2話  | 我が剣に宿れ魔焔 -The Swordbringer comes back- | 山口宏   | 朴性厚         | 荻原露光        | 大西陽一、竹上貴雄 梶浦紳一郎                                         |
| 3話  | 冥府の魔女 -The Black Sorceress-               | 井上美緒 | 三沢伸         | 岩田義彦        | 徳川恵梨、j-cube                                                      |
| 4話  | 白騎士強襲 -The Silver Knight-                 | 井上美緒 | 平田智浩       | のりみそのみ    | 安達祐輔、武本大介 興石暁                                             |
| 5話  | We Are The・夏 -We are the "Natsu"-            | 山口宏   | こでらかつゆき | 呉唯男 風見明広 | NAM HYUN SIK、KIM HYUN OK YU HYUN JIN                                 |
| 6話  | 我ら、救世の剣なり -We are the "Saviors"-      | 山口宏   | 三沢伸         | 秦義人          | 丸山修二、植竹康彦 桜井正明、j-cube                                   |
| 7話  | 銀髪の異邦人 -a foreigner-                     | 井上美緒 | 稲垣隆行       | 石森真平        | 山田雅之、黒田和也 小野田貴之、服部憲知 江森真理子                    |
| 8話  | 魔剣と聖剣 -ambivalent-                        | 井上美緒 | 高林久弥       | 高林久弥        | 西田美弥子、Seo Jung Duck 上野卓志、依田正彦                          |
| 9話  | シベリア行 -Lonely Soldier-                    | 山口宏   | こでらかつゆき | 本南宗吾郎      | 徳川恵梨、桑島望 j-cube                                               |
| 10話 | 決戦・エカテリンブルク -Ouroboros-             | 山口宏   | 福田道生       | 荻原露光        | 古瀬登、安達祐輔 月岡英明、Han Jung Y                                 |
| 11話 | 悪夢は前世より -Karma-                         | 山口宏   | 三沢伸         | 呉唯男          | さゆみれい、獅子山竜 NAM HYUN SIK、YU HYUN JIN SEO SEONG JONG         |
| 12話 | 二つの生を越え -Beyond the Time-               | 山口宏   | 宮崎なぎさ     | 稲垣隆行        | 安達祐輔、武本大介 Han Jung Y、Seo Jung Duk                           |

### 放送局
| 放送期間                | 放送時間                     | 放送局     | 対象地域   | 備考                                                                       |
| ----------------------- | ---------------------------- | ---------- | ---------- | -------------------------------------------------------------------------- |
| 2015年1月12日 - 3月29日 | 月曜 1:05 - 1:35（日曜深夜） | テレビ東京 | 関東広域圏 |                                                                            |
| 2015年1月14日 - 4月1日  | 水曜 2:10 - 2:40（火曜深夜） | テレビ大阪 | 大阪府     |                                                                            |
|                         | 水曜 2:35 - 3:05（火曜深夜） | テレビ愛知 | 愛知県     |                                                                            |
|                         | 水曜 20:00 - 20:30           | AT-X       | 日本全域   | 製作参加 / CS放送 リピート放送あり 2015年6月からの再放送はリテイク版を放送 |

| 配信期間               | 配信時間                   | 配信サイト         |
| ---------------------- | -------------------------- | ------------------ |
| 2015年1月14日 - 4月1日 | 水曜 23:30 - 木曜 0:00     | ニコニコ生放送     |
| 2015年1月15日 - 4月2日 | 木曜 0:00（水曜深夜） 更新 | ニコニコチャンネル |
| 2015年1月17日 - 4月4日 | 土曜 12:00 更新            | バンダイチャンネル |

2015年7月からは上記サイト及びdアニメストア、ソフトバンクアニメ放題にてリテイク版が配信および放送された。

### CD
| 発売日        | タイトル                                      | 規格品番                                    |
| ------------- | --------------------------------------------- | ------------------------------------------- |
| 2014年4月2日  | 聖剣使いの禁呪詠唱 イメージソングミニアルバム | POCE-1403                                   |
| 2015年3月11日 | マグナ・イデア                                | POCE-9410（初回限定盤） POCE-1416（通常盤） |
| 2015年3月18日 | 聖剣使いの禁呪詠唱 救世主達の旋律 1           | POCE-1417                                   |
| 2015年3月25日 | 聖剣使いの禁呪詠唱 救世主達の旋律 2           | POCE-1418                                   |
| 2015年4月1日  | 聖剣使いの禁呪詠唱 救世主達の旋律 3           | POCE-1419                                   |
| 2015年4月8日  | 聖剣使いの禁呪詠唱 救世主達の旋律 4           | POCE-1420                                   |
| 2015年4月15日 | 聖剣使いの禁呪詠唱 救世主達の旋律 5           | POCE-1421                                   |
| 2015年7月8日  | 聖剣使いの禁呪詠唱 SONG COLLECTION            | POCE-1425                                   |

### BD / DVD
| 巻  | 発売日        | 収録話          | 規格品番   | 規格品番  |
| 巻  | 発売日        | 収録話          | BD         | DVD       |
| --- | ------------- | --------------- | ---------- | --------- |
| 1   | 2015年3月25日 | 第1話 - 第2話   | ZMXZ-9871  | ZMBZ-9881 |
| 2   | 2015年4月24日 | 第3話 - 第4話   | ZMXZ-9872  | ZMBZ-9882 |
| 3   | 2015年5月27日 | 第5話 - 第6話   | ZMXZ-9873  | ZMBZ-9883 |
| 4   | 2015年6月24日 | 第7話 - 第8話   | ZMXZ-9874  | ZMBZ-9884 |
| 5   | 2015年7月24日 | 第9話 - 第10話  | ZMXZ-9875  | ZMBZ-9885 |
| 6   | 2015年8月26日 | 第11話 - 第12話 | ZMXZ-9876  | ZMBZ-9886 |
| BOX | 2017年3月24日 | 第1話 - 第12話  | ZMAZ-11010 | -         |

## ゲーム
スクール・オブ・セイヴァーズ〜聖剣使いの禁呪詠唱 ONLINE〜
iPhone・iPad・iPod touch・Android用ゲームとして、アソビモより2016年8月に配信開始。ジャンルはオンライン3DアクションRPG。当初は2015年に配信予定だったが延期された。2017年1月31日にサービス終了。